# Matera
Pour les articles homonymes, voir Matera (homonymie).
Matera est une ville italienne d'environ 60 400 habitants, chef-lieu de la province de même nom, située en Basilicate.
Considérée comme l'une des plus vieilles cités habitées au monde, Matera est célèbre pour ses habitats troglodytiques (les Sassi di Matera, littéralement pierres de Matera), classés sur la liste du Patrimoine mondial de l'humanité établie par l'Unesco.

## Géographie
Matera se situe à environ 400 m d'altitude, dans une région de collines d'altitude moyenne, aux confins nord-est de la Basilicate, tout près de la frontière avec la région des Pouilles (provinces de Bari et Tarente). Elle se situe dans et autour de la gravine di Matera, vallée incisée de type canyon.
Matera est située (à vol d'oiseau) à 67 kilomètres à l'est de Potenza, capitale de la Basilicate, ainsi qu'à 55 km au sud-ouest de Bari et à la même distance au nord-ouest de Tarente. La capitale de l'Italie, Rome, est située à vol d'oiseau à 375 kilomètres au nord-ouest de Matera.

## Sassi

### Origines
La Gravina a creusé le calcaire du plateau des Murge, où s'étale Matera. De nombreuses grottes naturelles ont ainsi été creusées et ont servi de refuge aux hommes depuis le néolithique ; ce serait l'un des plus anciens sites préhistoriques. Grecs et Romains ont à leur tour occupé les lieux, à la croisée des routes commerciales (Matera était l'une des étapes de la Via Appia).
Le calcaire ne permettant pas de retenir les eaux pluviales dans une nappe phréatique, l'eau de pluie est recueillie dans des citernes. Au cours de l'histoire de nombreuses grottes ont abrité des églises rupestres. Aux VIIe et VIIIe siècles, dans ce qui était alors l'Italie byzantine, les grottes abritèrent des moines qui transformèrent leurs murs en chapelles ornées de fresques de style byzantin. À partir du XIIe siècle, ces moines furent remplacés par des bénédictins, ce qui se traduisit par une évolution du style de ces fresques.
Pendant la domination normande, la ville connaît une période de prospérité, on y construit le château et les remparts. La population s'accroit, elle est contrainte d'occuper les grottes situées en dehors de la protection des remparts. Elle occupe alors deux amphithéâtres naturels, le Sasso Caveoso et le Sasso Barisano. Jusqu'au XVIe siècle, la vie s'organise avec et autour du relief.

### La constitution des Sassi
Pendant la période d'occupation aragonaise[réf. nécessaire], la ville ne possède plus le même rayonnement. Les priorités artistiques de l'époque dénigrent les Sassi, qui deviennent méprisés et abritent une population de plus en plus démunie et qui occupe les lieux par défaut.
La pièce principale sur le devant était occupée par la famille et les animaux domestiques étaient rentrés le soir dans la pièce du fond. La natalité était élevée dans ces quartiers : jusqu'à six enfants vivants, et tout le monde s'entassait dans une seule pièce qui servait de salle à manger, de chambre à coucher et d'atelier ; le bébé dormait souvent dans le dernier tiroir de la commode. Même au XXe siècle, ni l'eau courante, ni l'évacuation des eaux usées n'avaient été installées.

### Mise en valeur moderne
C'est seulement en 1953 que le dernier habitant est parti, à la suite d'une décision politique, en raison des conditions d'insalubrité de ces quartiers. C'est la loi De Gasperi, qui, en 1952, imposa l'évacuation des sassi et le relogement de leur population. À cette époque, 15 000 personnes vivaient là dans des conditions sanitaires très rudimentaires. Aujourd'hui encore, 3 000 personnes vivent dans ces constructions.

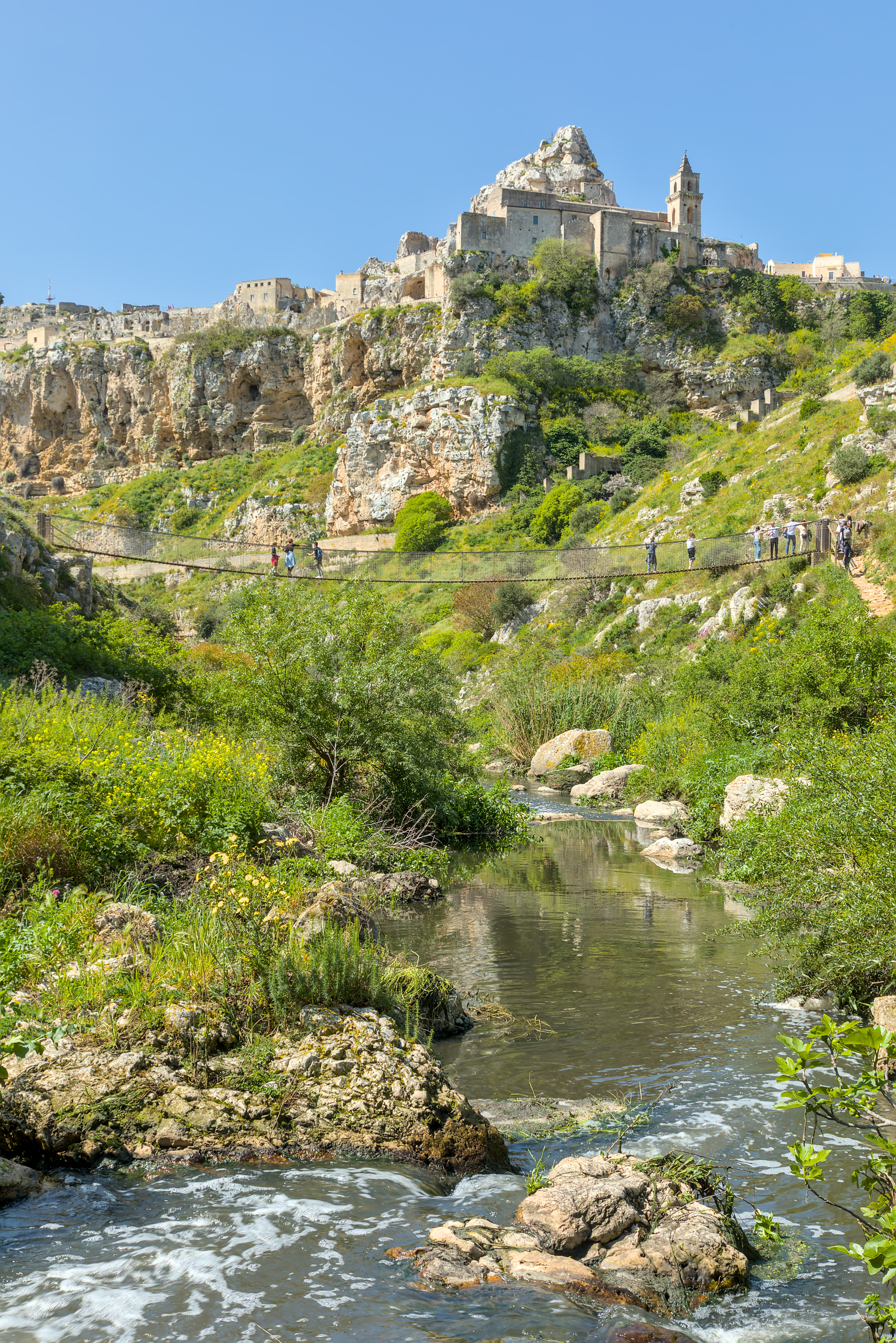
La Gravina a creusé dans le calcaire le site sur lequel des habitants troglodytiques se sont installés depuis le paléolithique jusqu'au milieu du XXe siècle.

Depuis, un énorme projet d'aménagement s'est mis en place, confié aux meilleurs urbanistes du pays, pour créer de nouveaux quartiers, tout en essayant de préserver la sociabilité particulière des sassi.  Dans les parties récentes, les façades des maisons sont construites et certains toits servent de rues aux étages supérieurs.

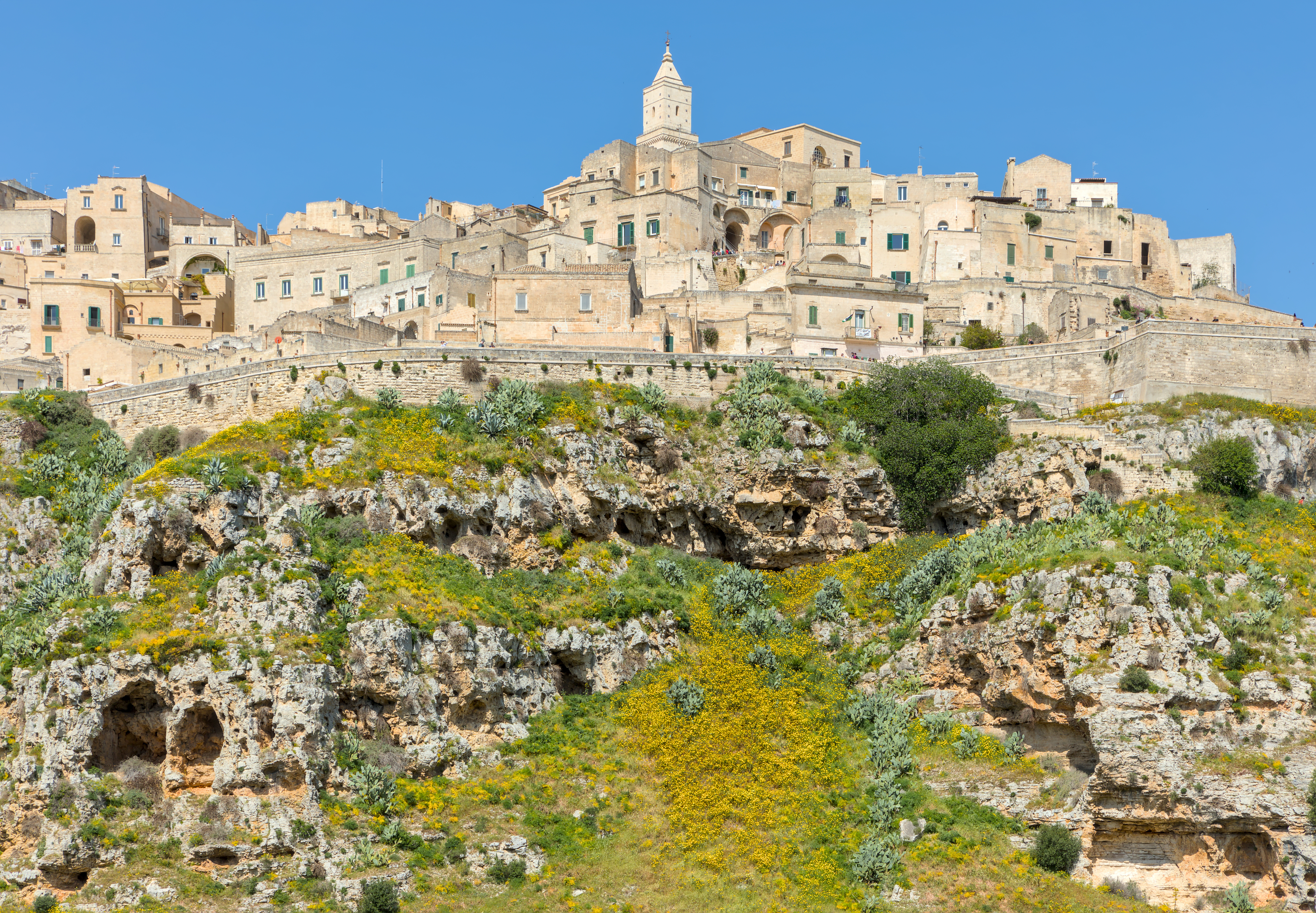
Panorama de la ville, depuis le versant opposé de la Gravina .
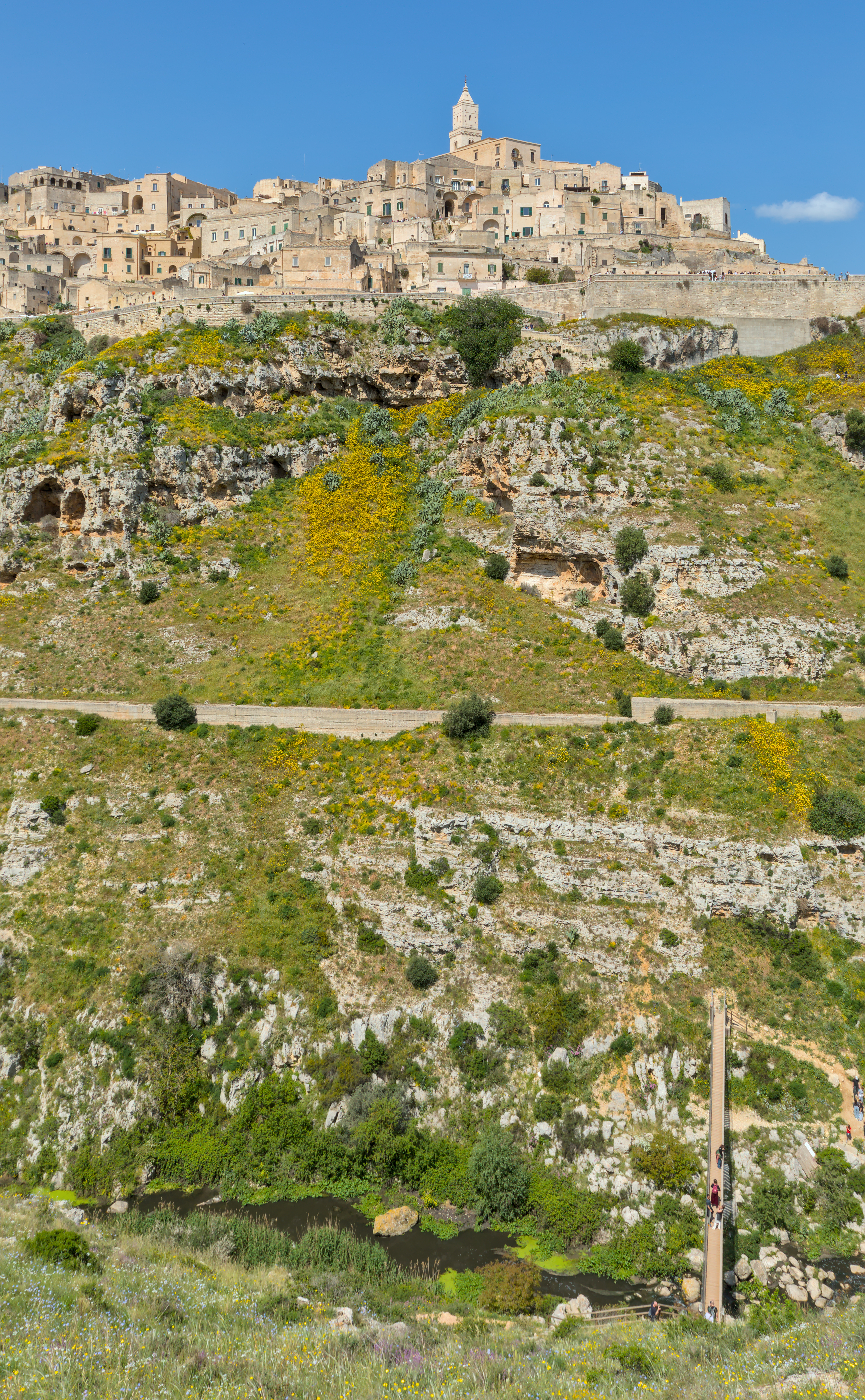
Vue verticale de la ville à la Gravina.
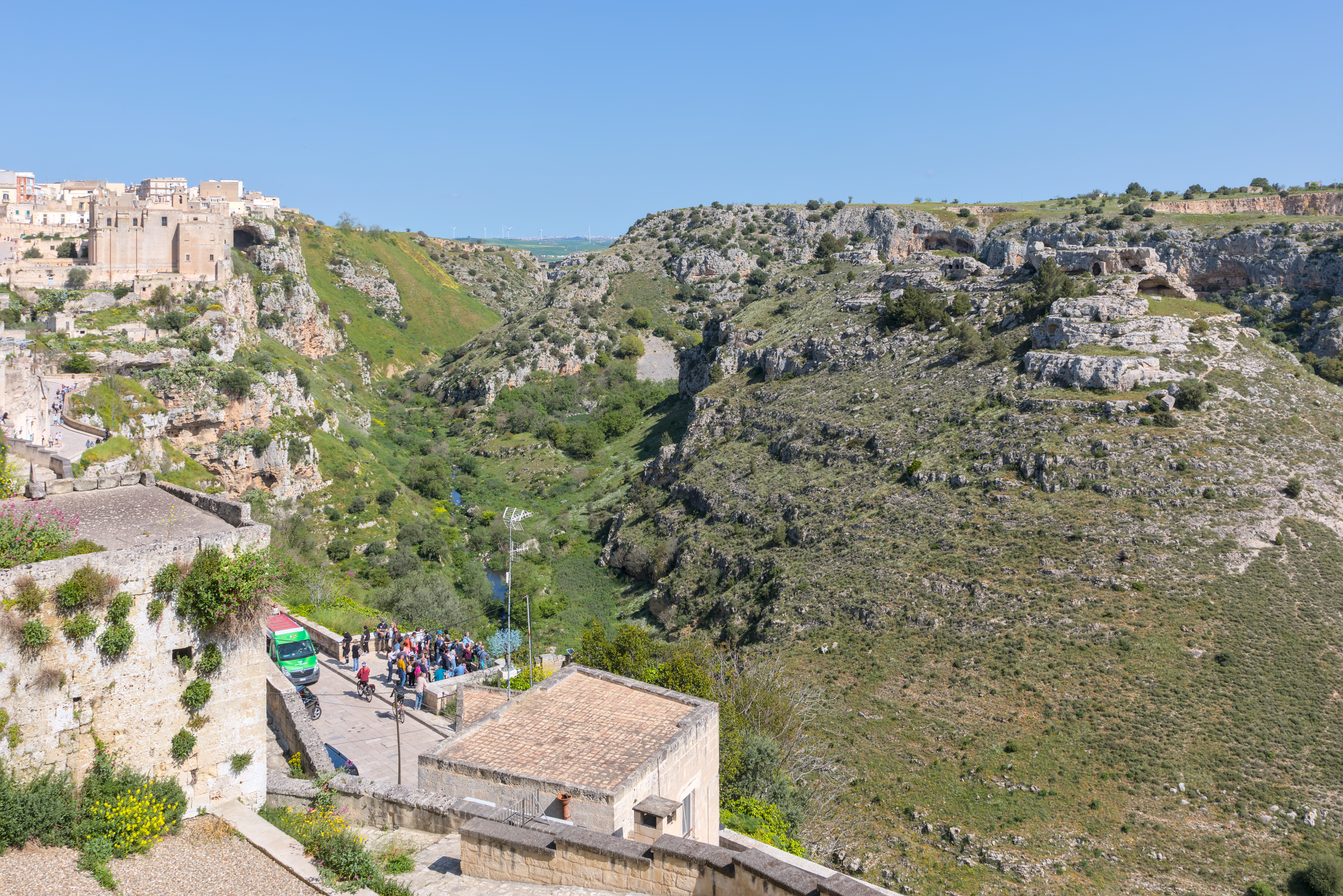
Le ravin de la Gravina vu depuis la ville.
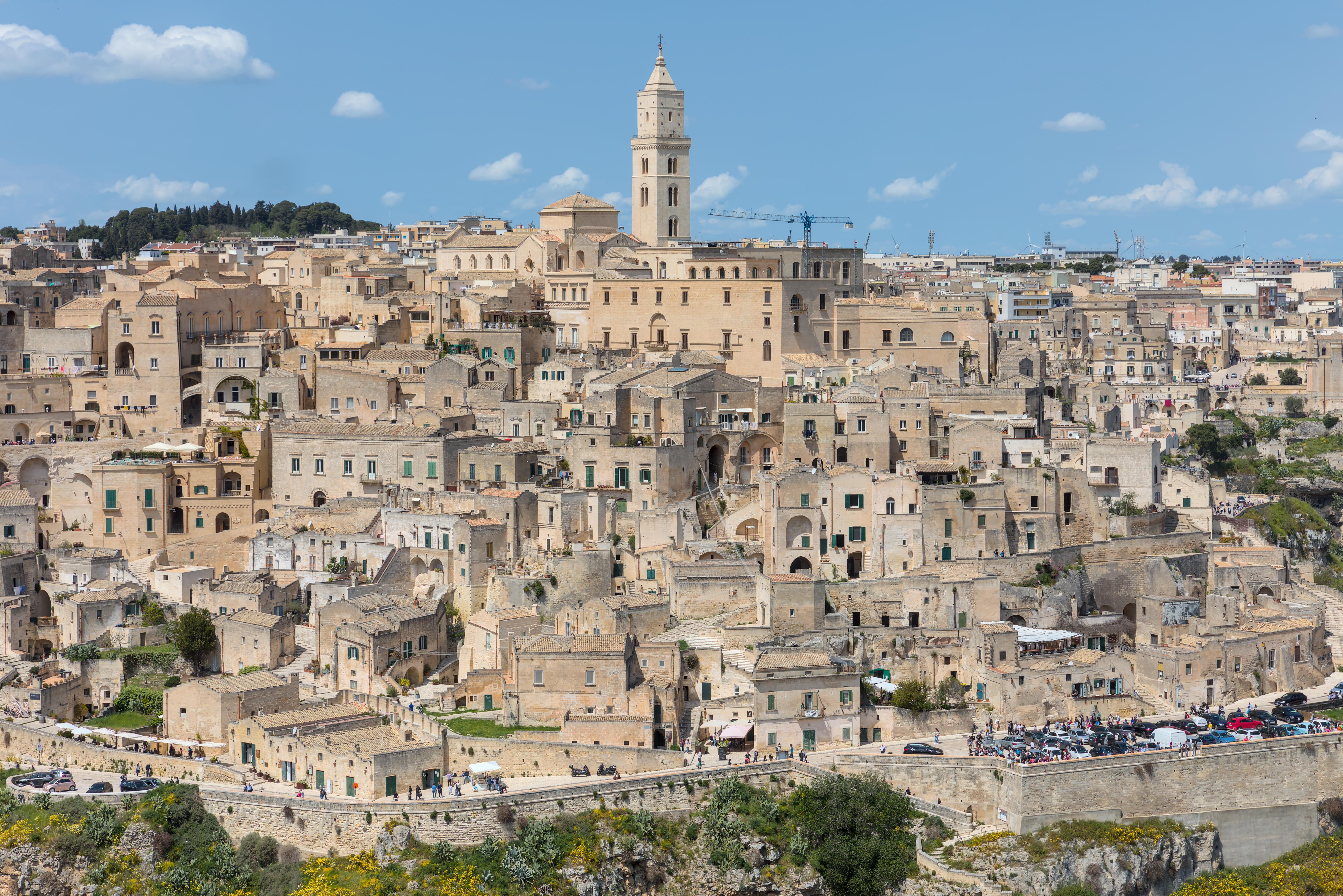
Les sassi vus depuis le versant opposé de la Gravina.
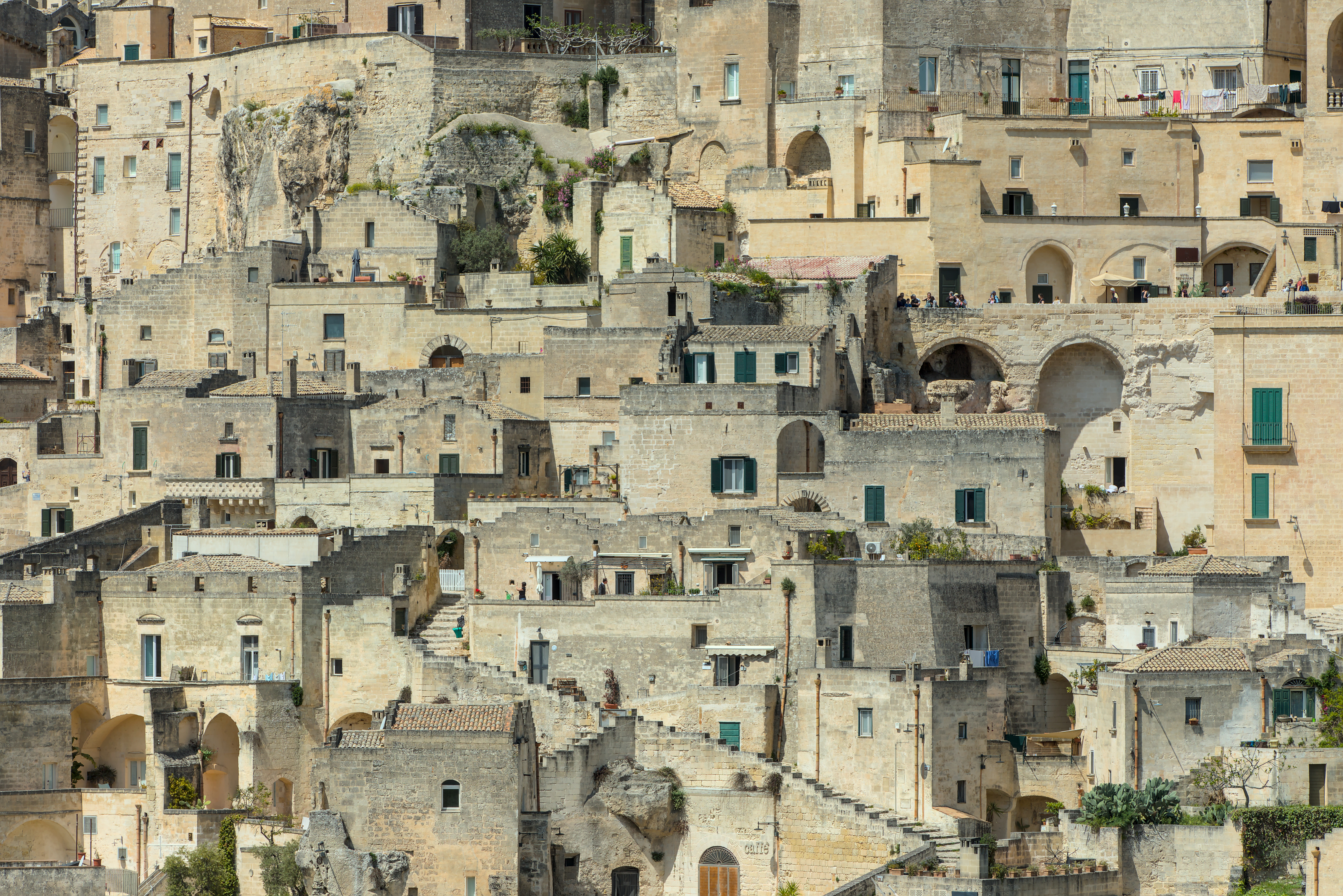
Des quartiers étagés sur de multiples niveaux, reliés par des escaliers.
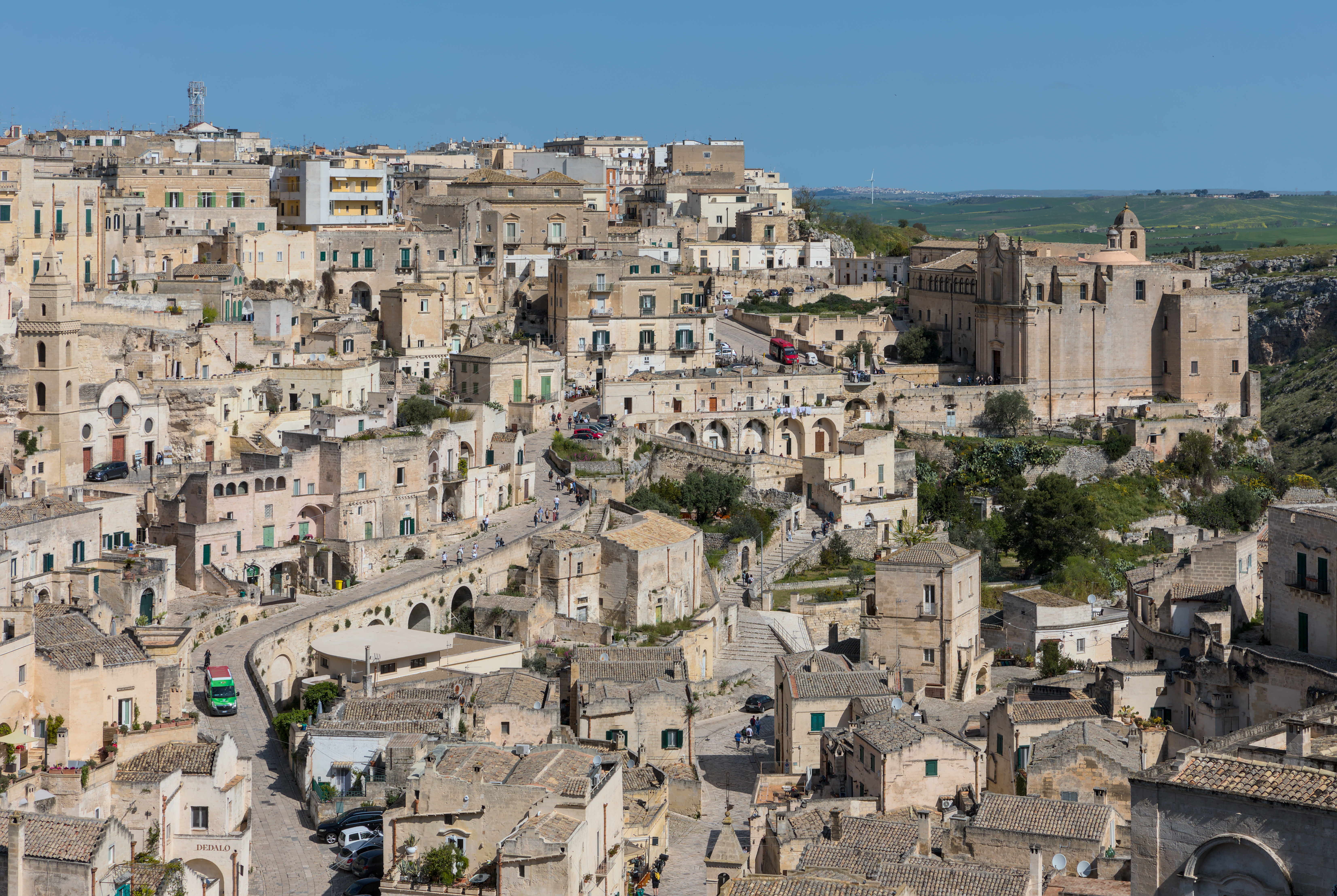
Vue depuis la place de la cathédrale.

## Monuments

### Édifices religieux
- La cathédrale romane du XIIIe siècle.
- L'église Sainte-Marie-des-Arméniens, du XIe siècle.
- L'église Saint-Jean-Baptiste, du XIIIe siècle.
- L'église San Pietro Caveoso, du XIIIe siècle également.
- Le couvent de Saint-Augustin, monument national italien du XVIe siècle.
- L'église du Purgatoire, de style baroque du XVIIIe siècle
- L'église Sainte-Lucie, de style baroque, de 1700.

Les sassi comportent 130 églises rupestres, surtout dans le sasso Caveoso, quelques-unes d'entre elles sont ouvertes au public. Nombre d'entre elles sont ornées de fresques remarquables. San Pietro Barisano est la plus grande église rupestre de la ville. 
Parmi les autres églises, sont à distinguer celles dédiées à Saint François d'Assise, Sainte Claire ou à Saint Dominique.

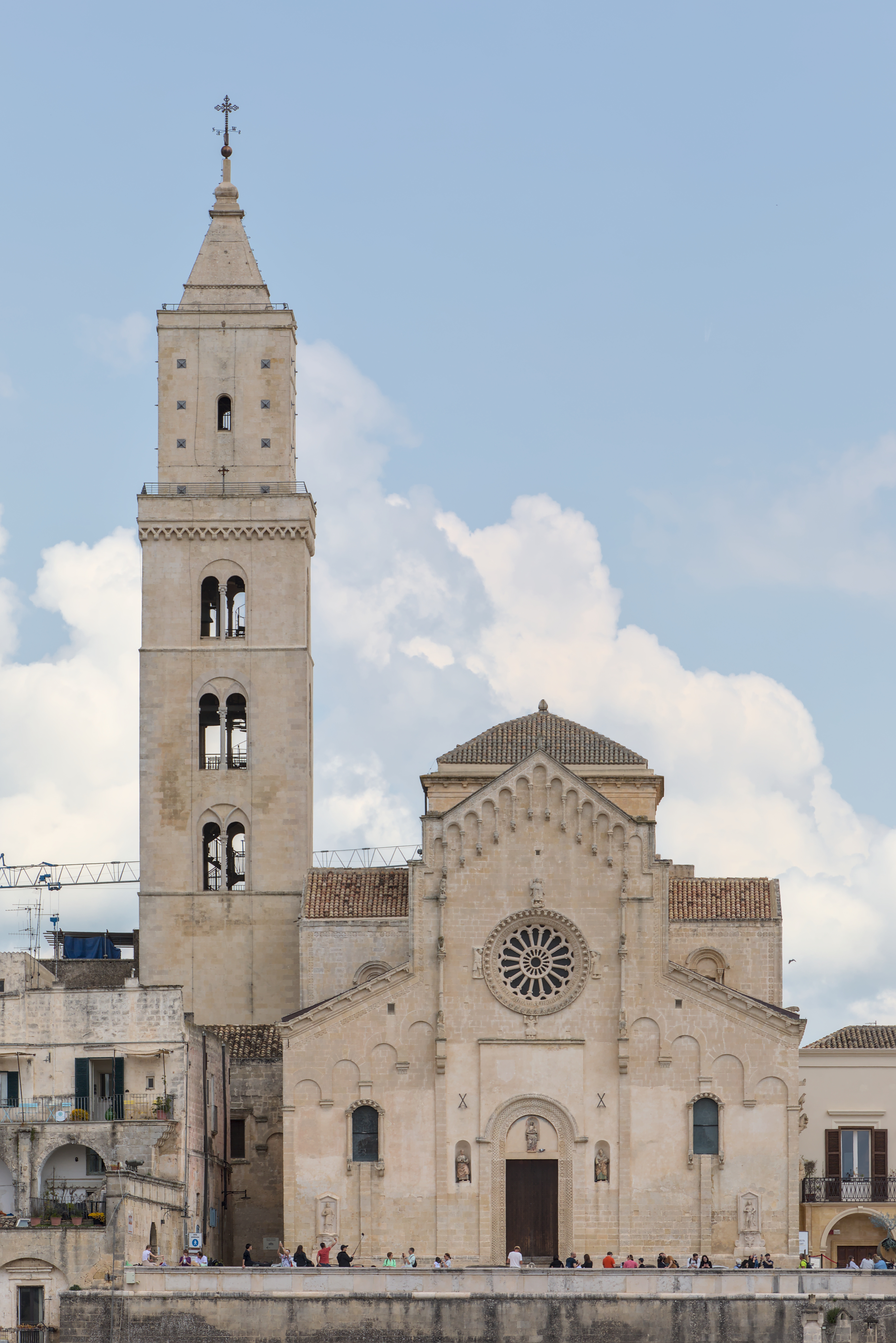
Duomo
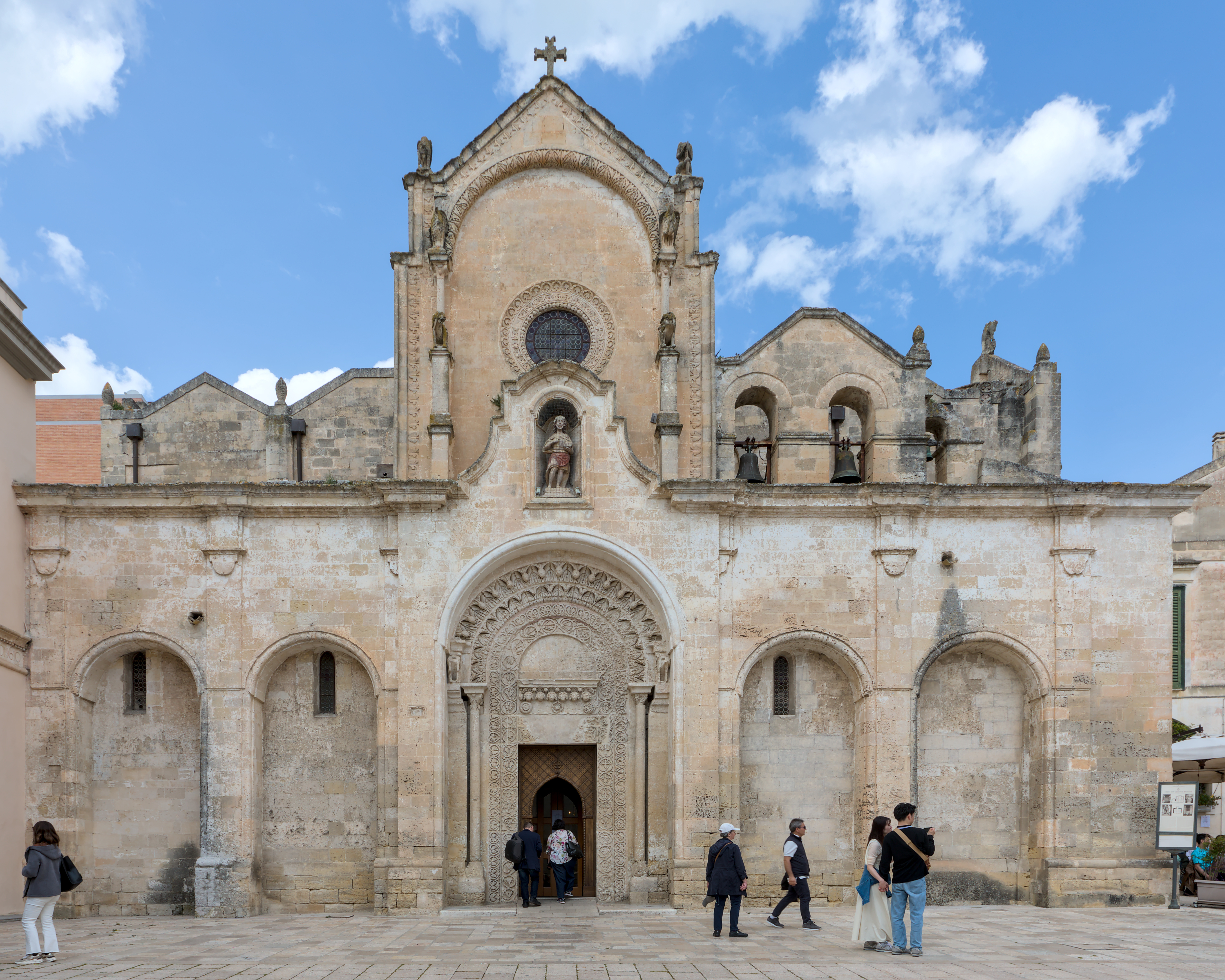
Église Saint-Jean-Baptiste
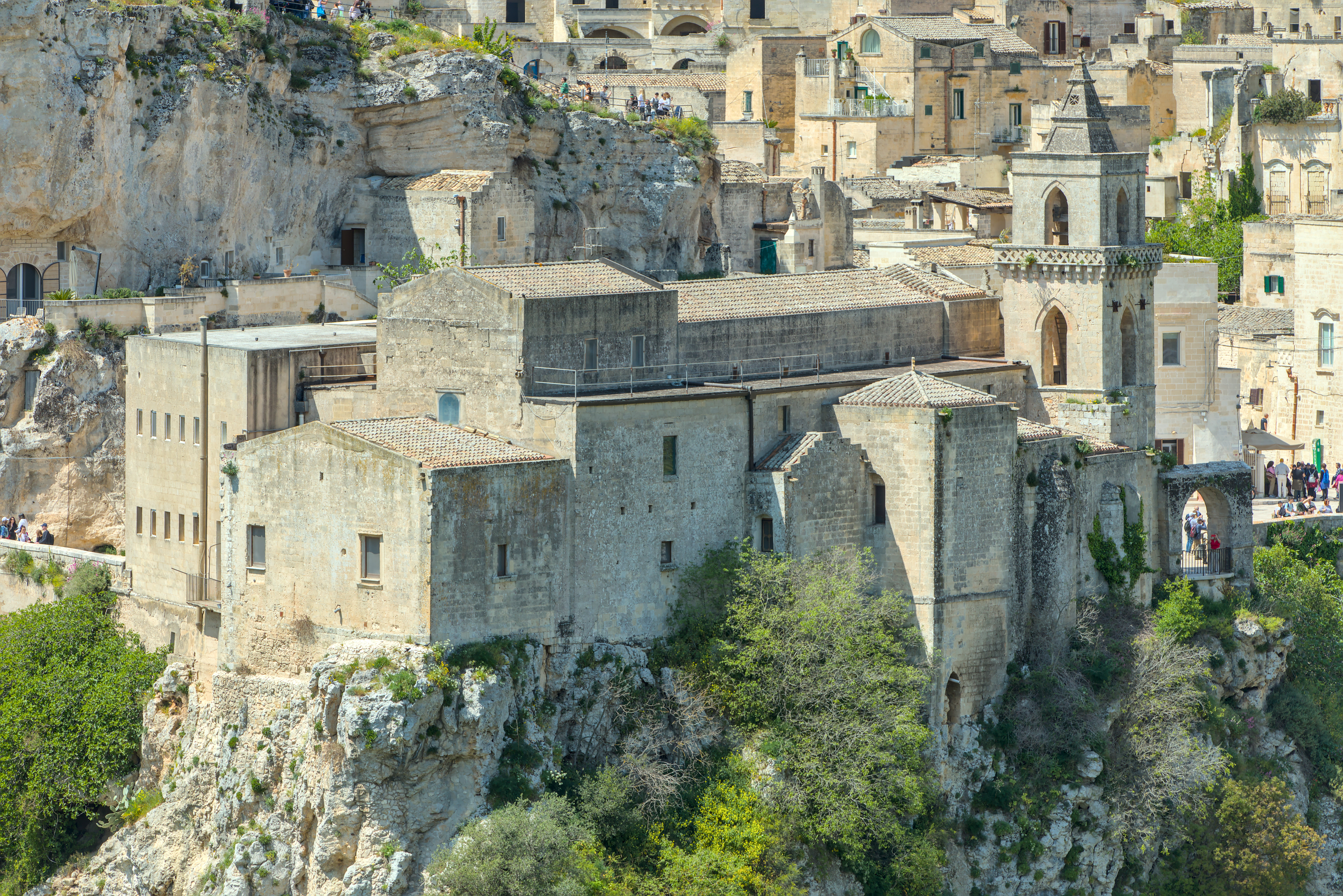
Eglise San Pietro Caveoso
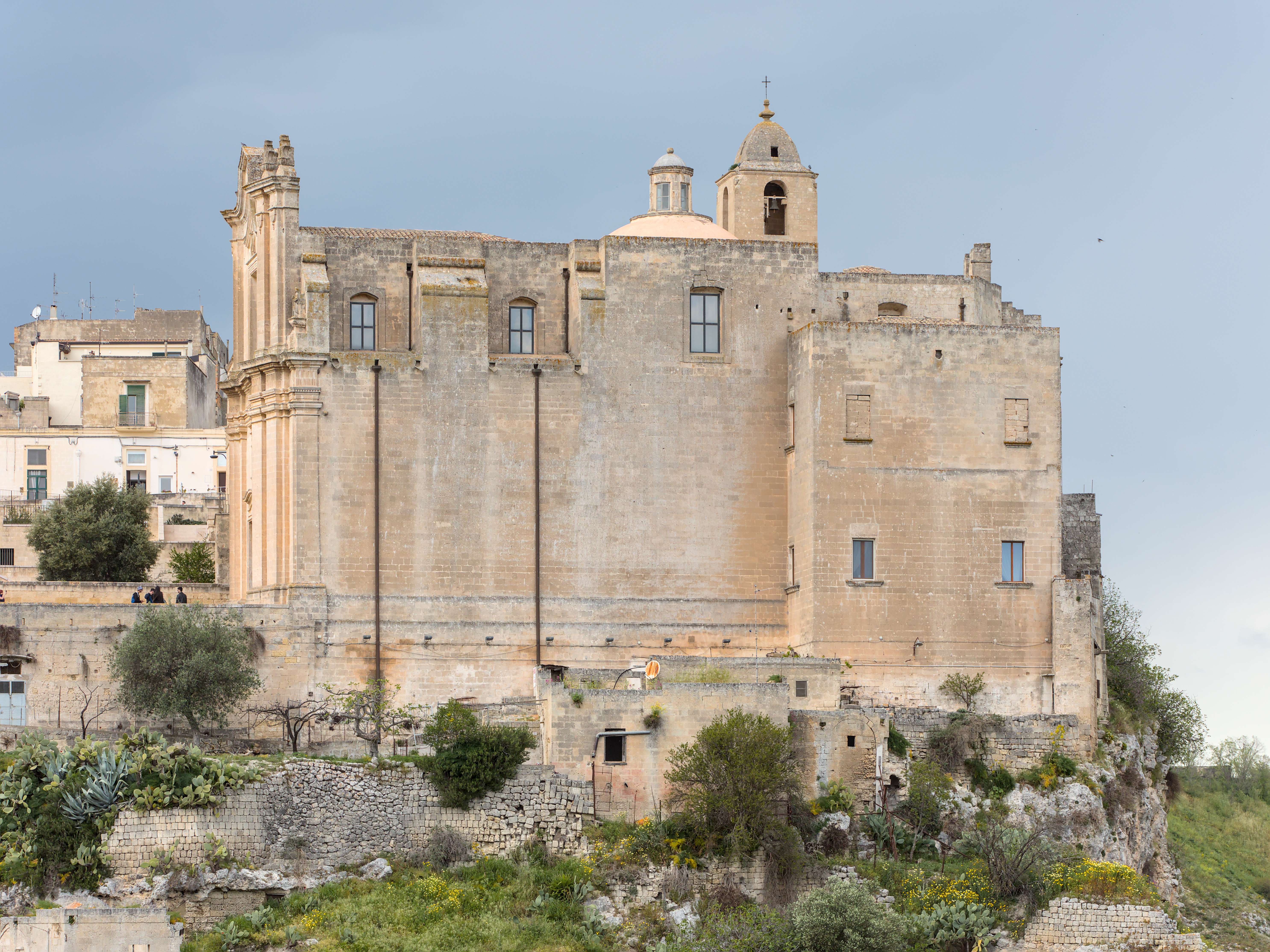
Couvent de Saint Augustin
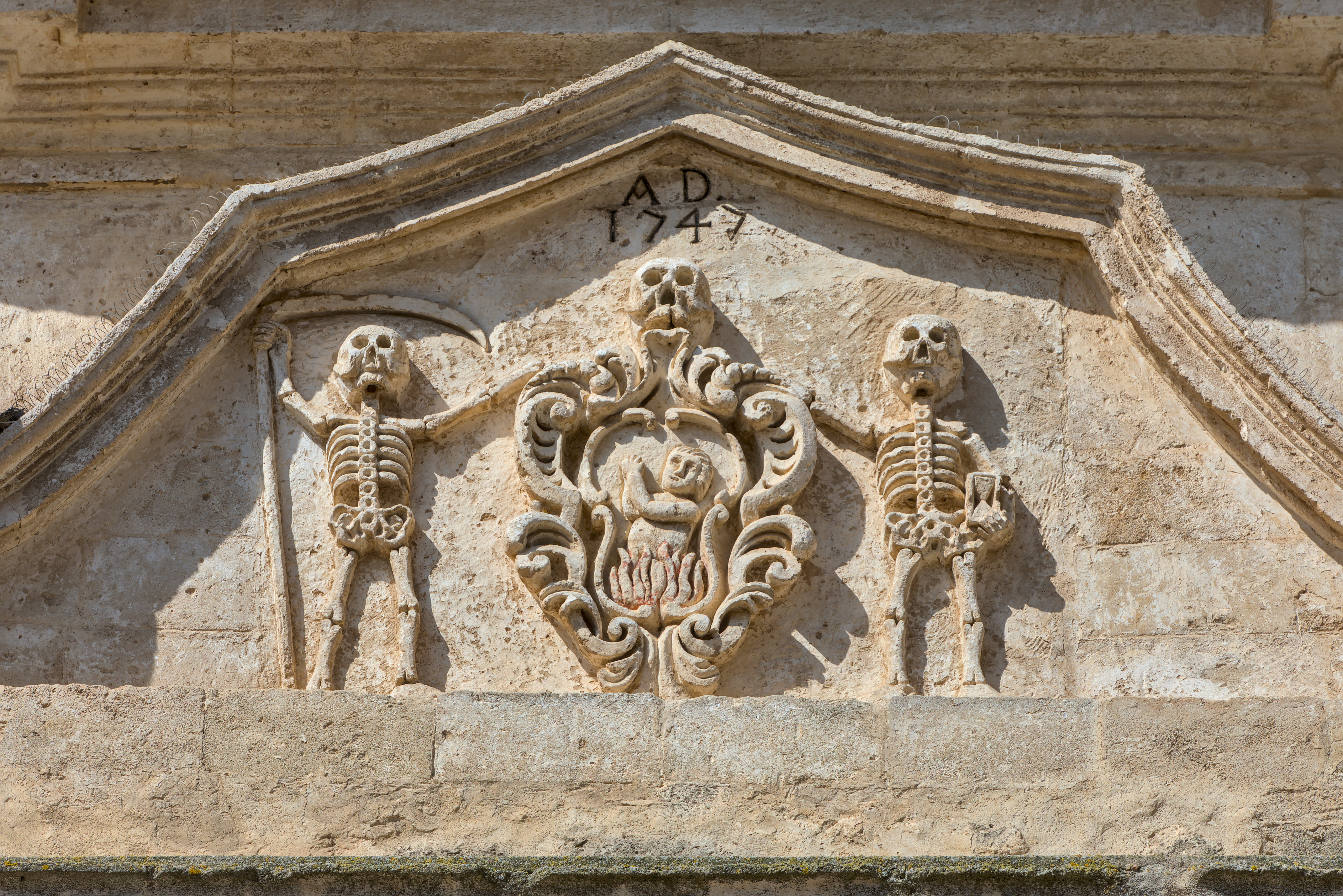
Détail de la façade de l'église du Purgatoire
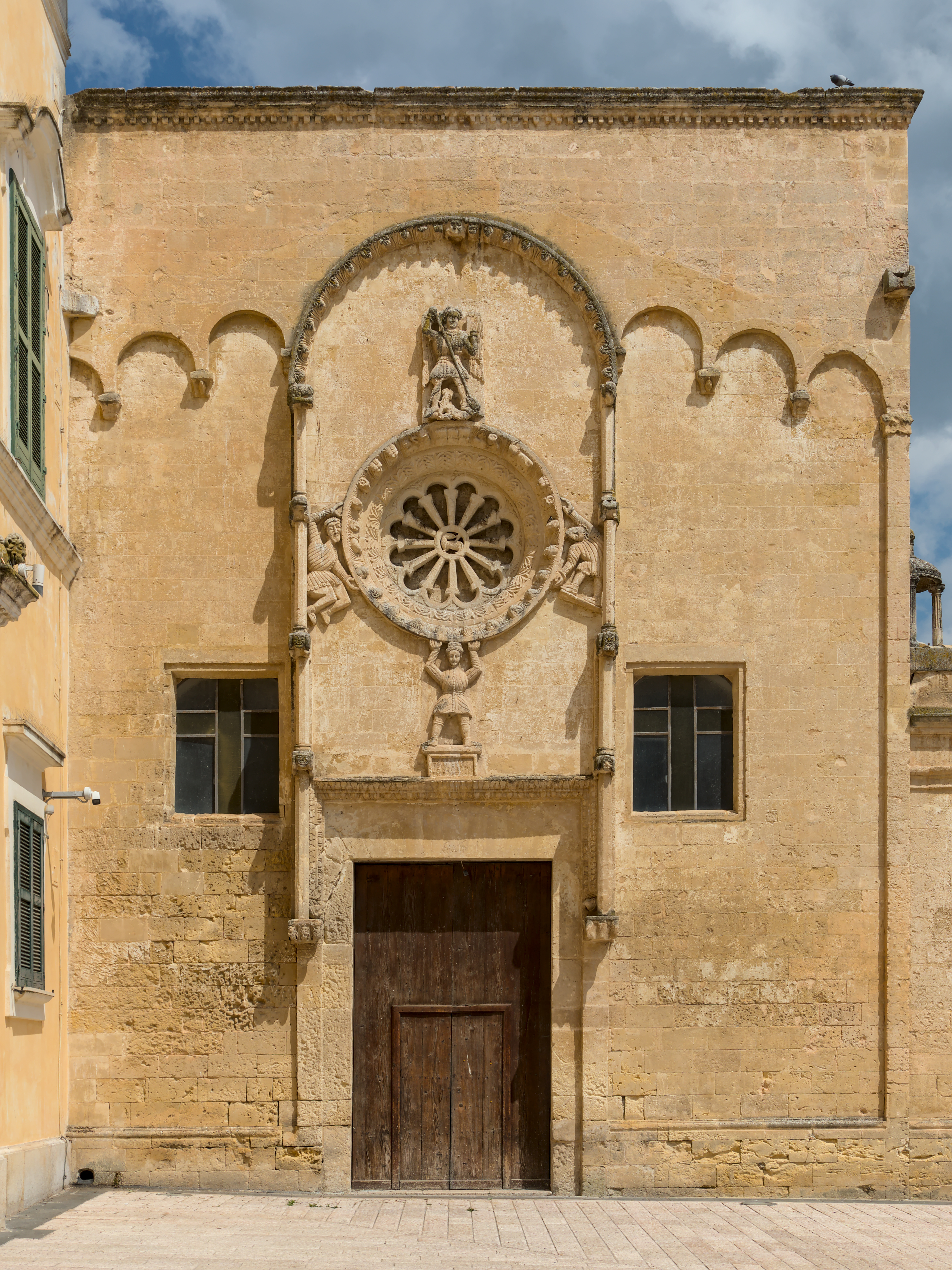
Façade de l'église Saint-Dominique
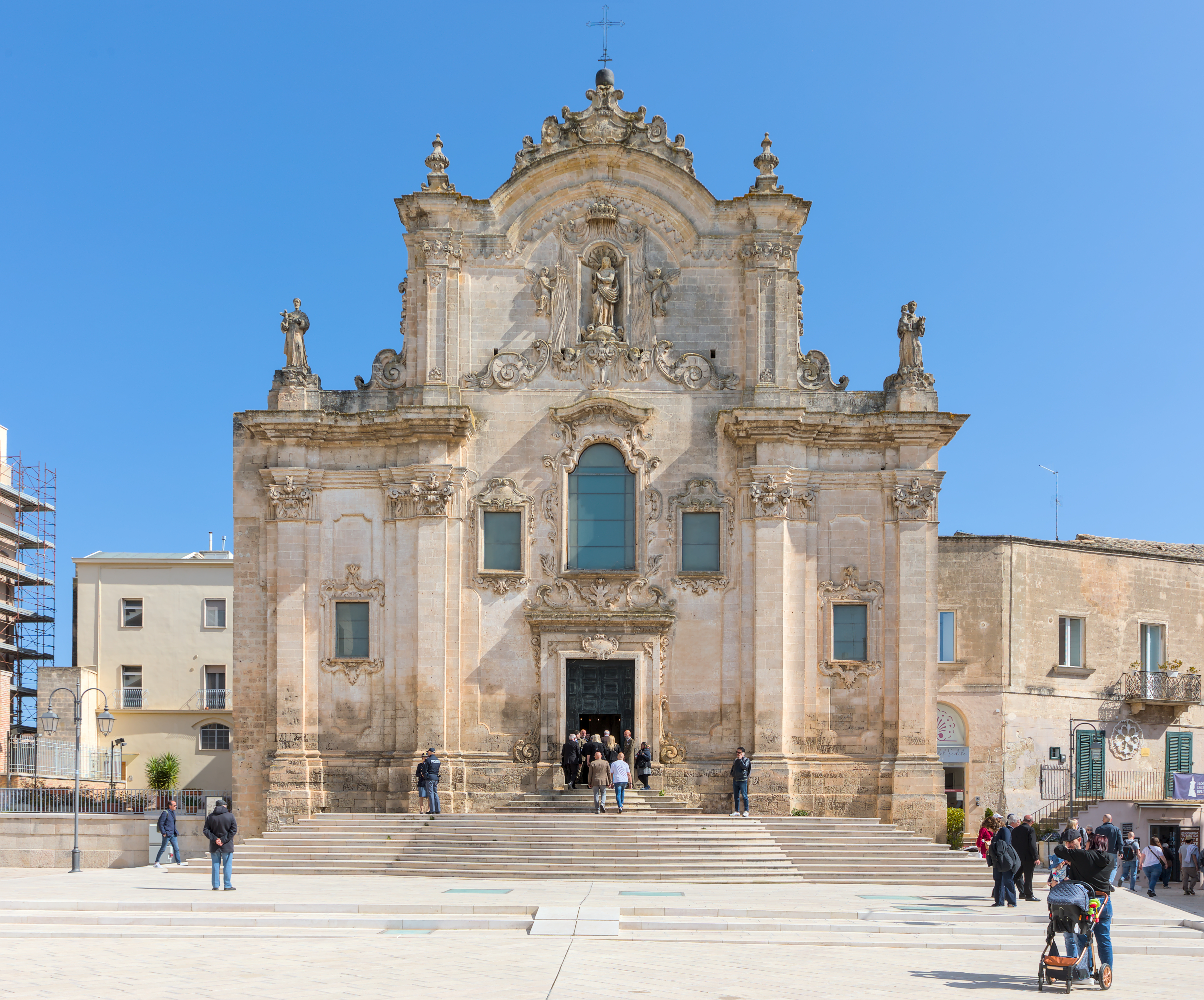
Église Saint-François-d'Assise

### Monuments profanes
- Le château Tramontano, situé sur la colline de Lapillo.
- Le palais Lanfranchi, siège du musée d'arts médiévaux et moderne de la Basilicate.
- Le palazzo dell'Annunziata, baroque, siège de la Bibliothèque municipale et provinciale.
- Le palais Bronzini, siège du Conservatoire de musique.
- Le palazzo del Sedile, conservatoire et auditorium.
- Le Palombaro Lungo, ancien réservoir d'eau souterrain.

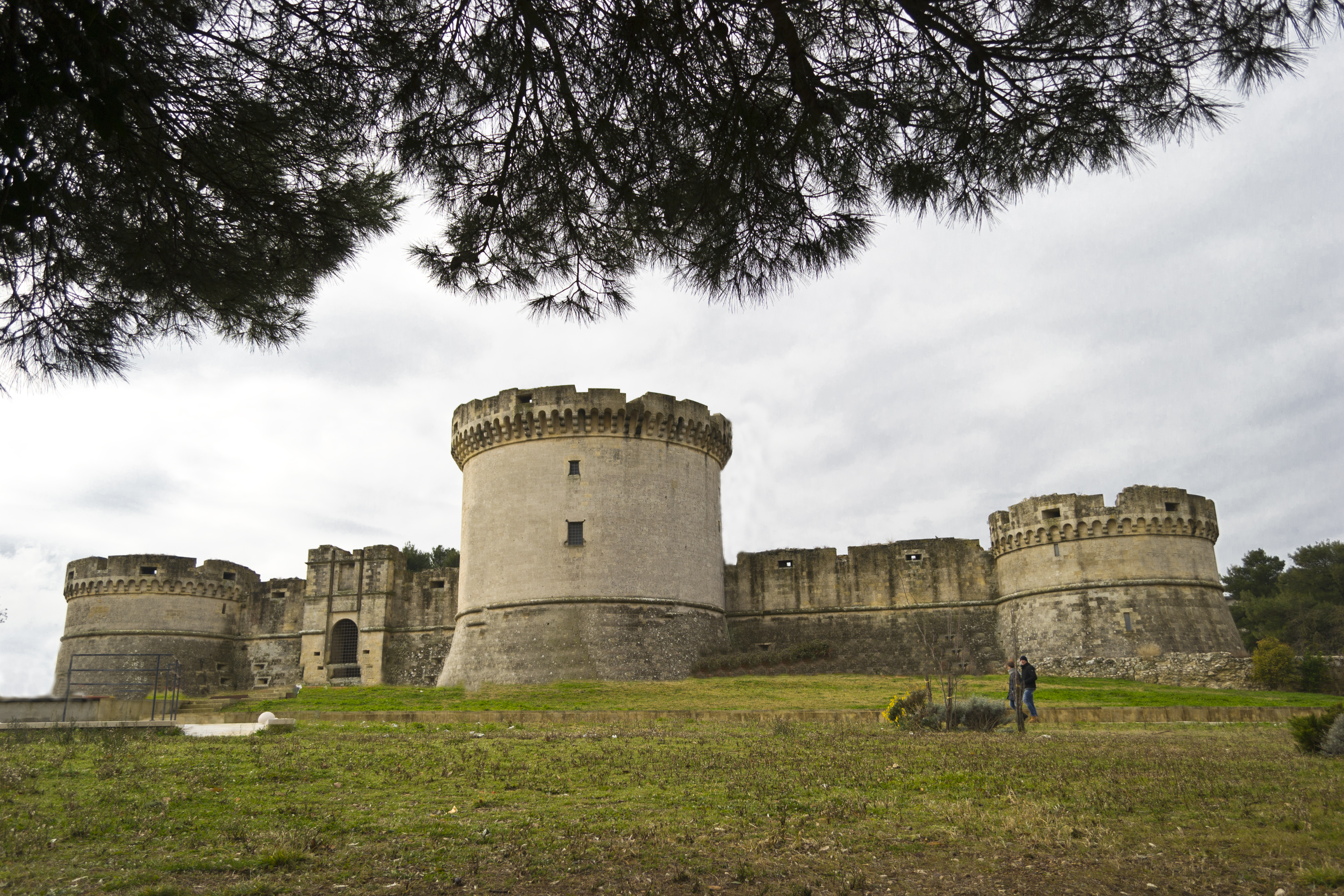
Château Tramontano
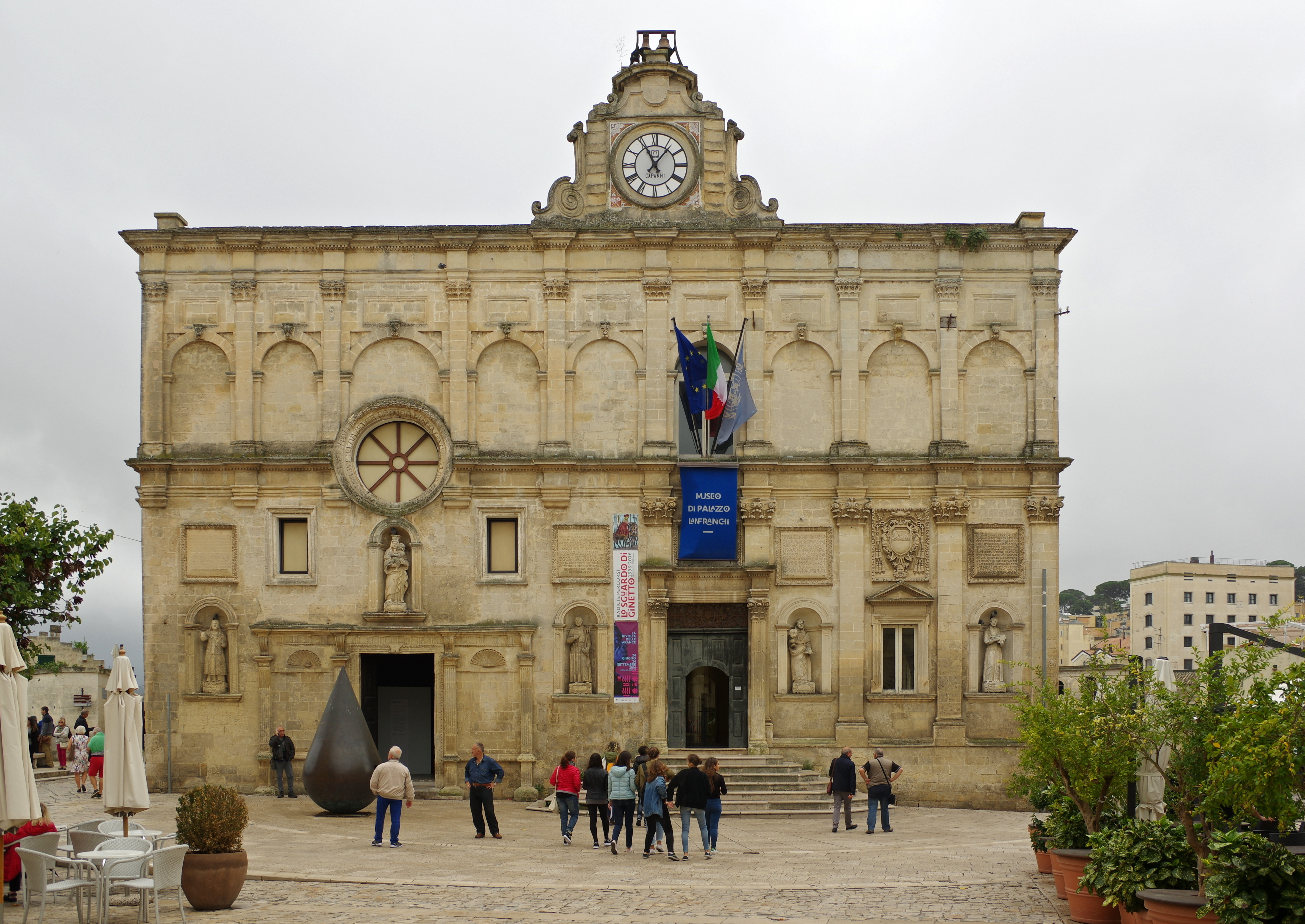
Palazzo Lanfranchi
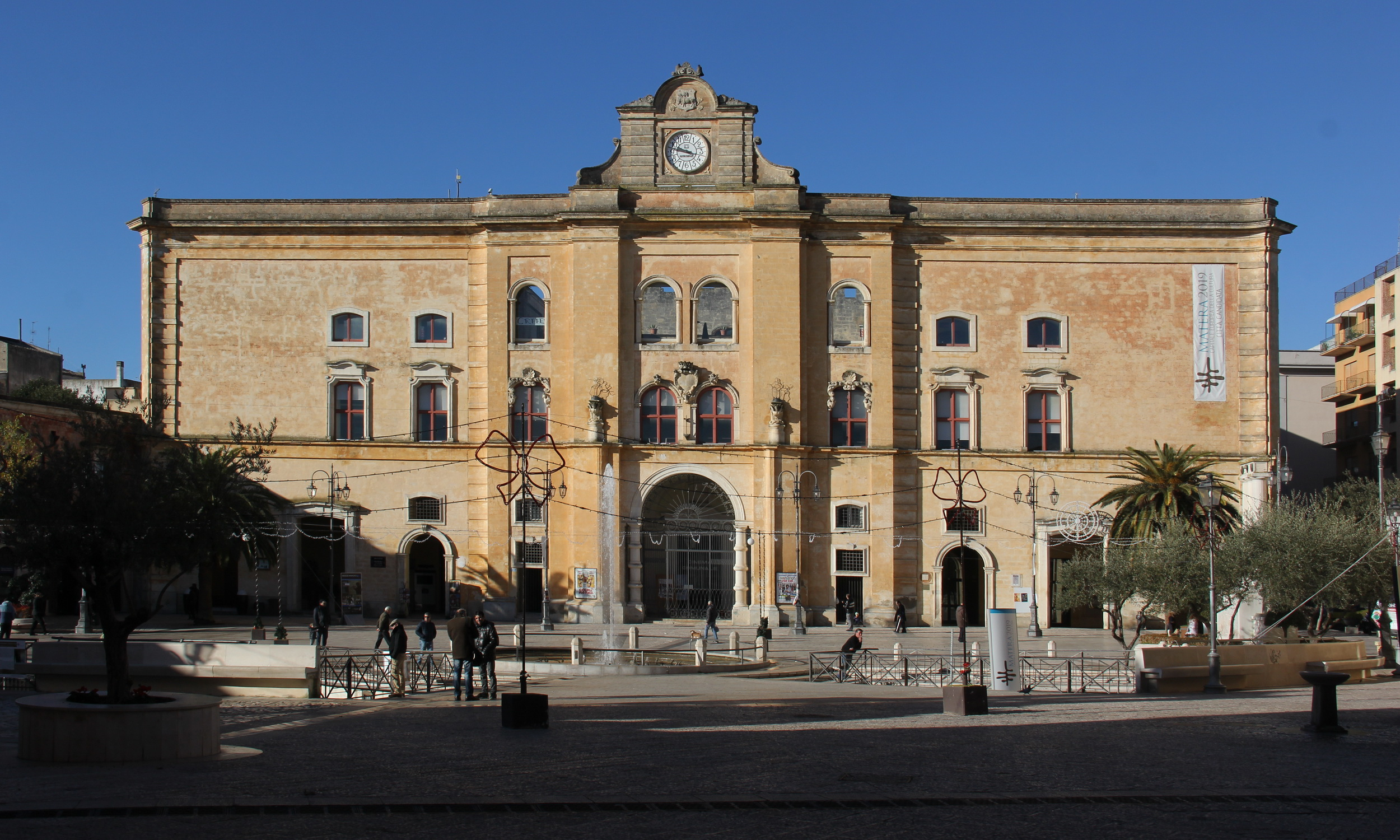
Palazzo dell'Annunziata
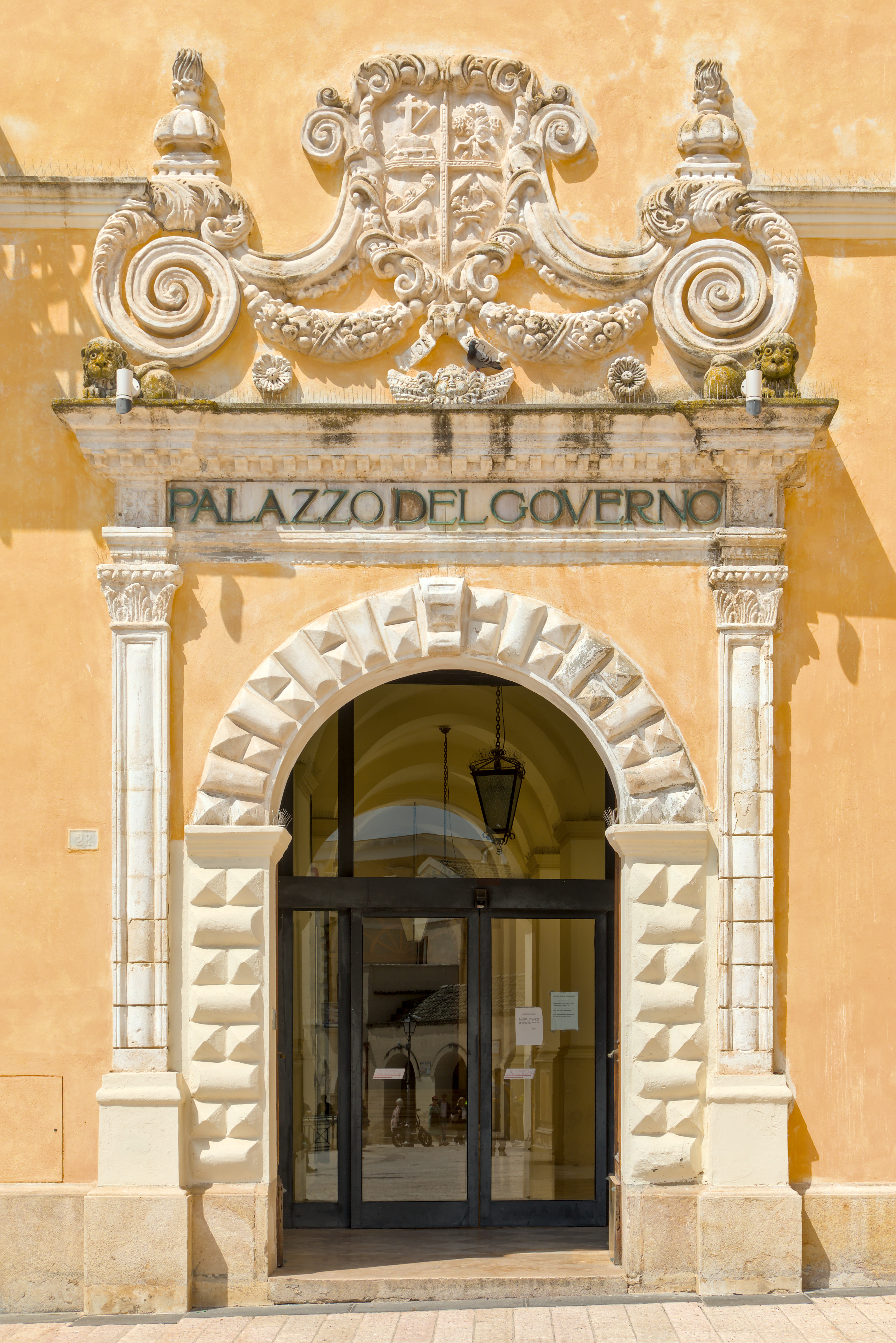
Portail du Palazzo della Prefettura

### Vues duSasso

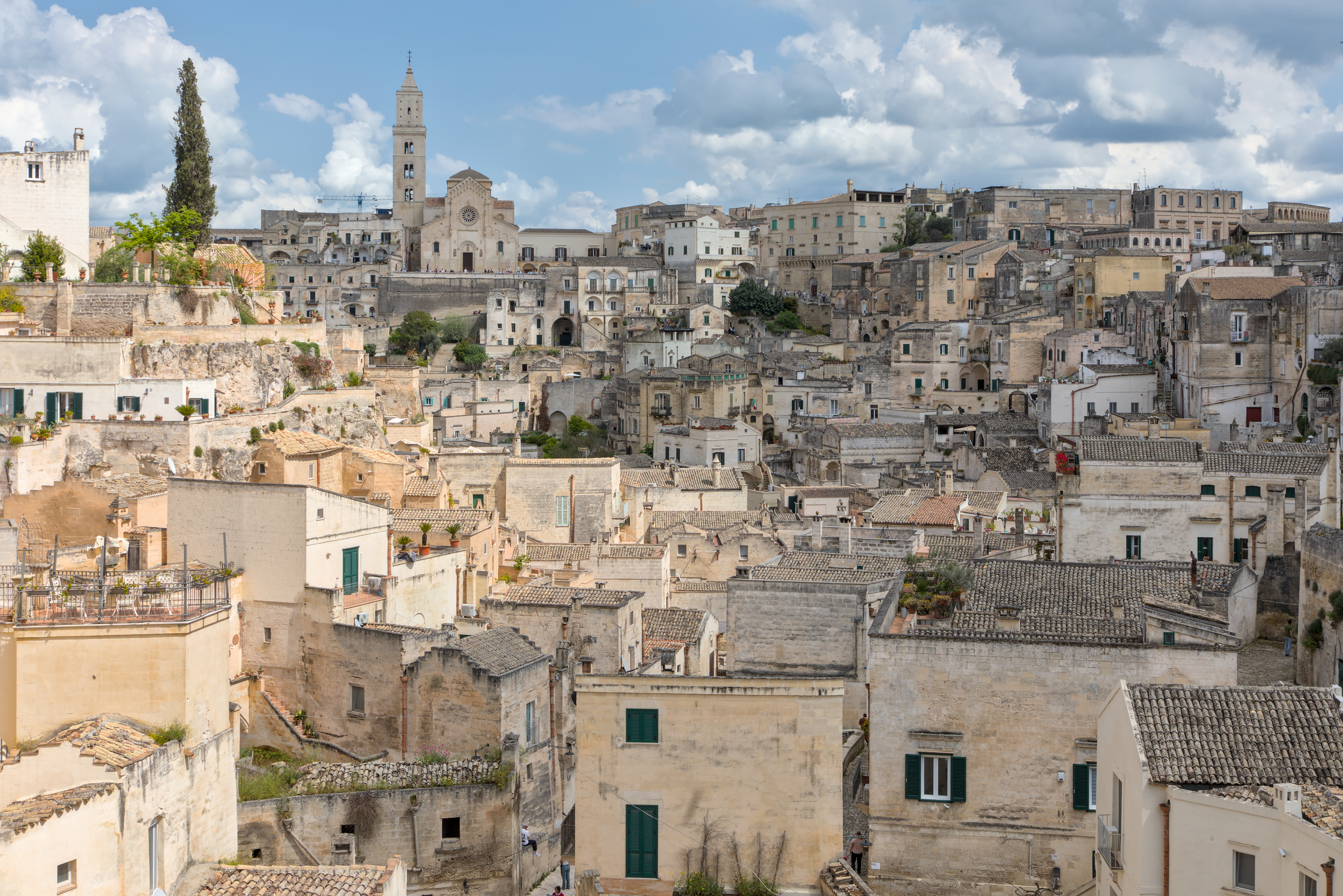
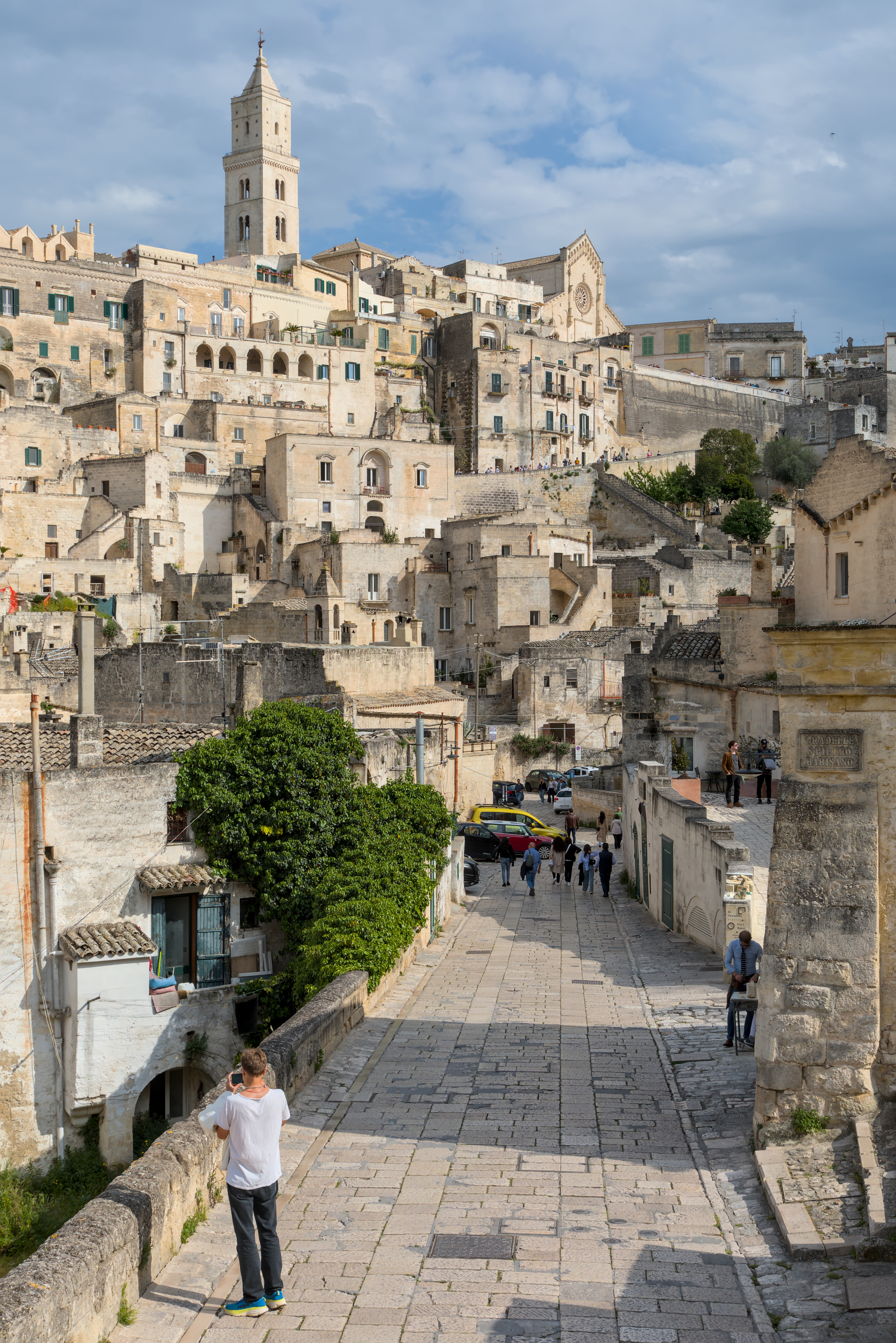
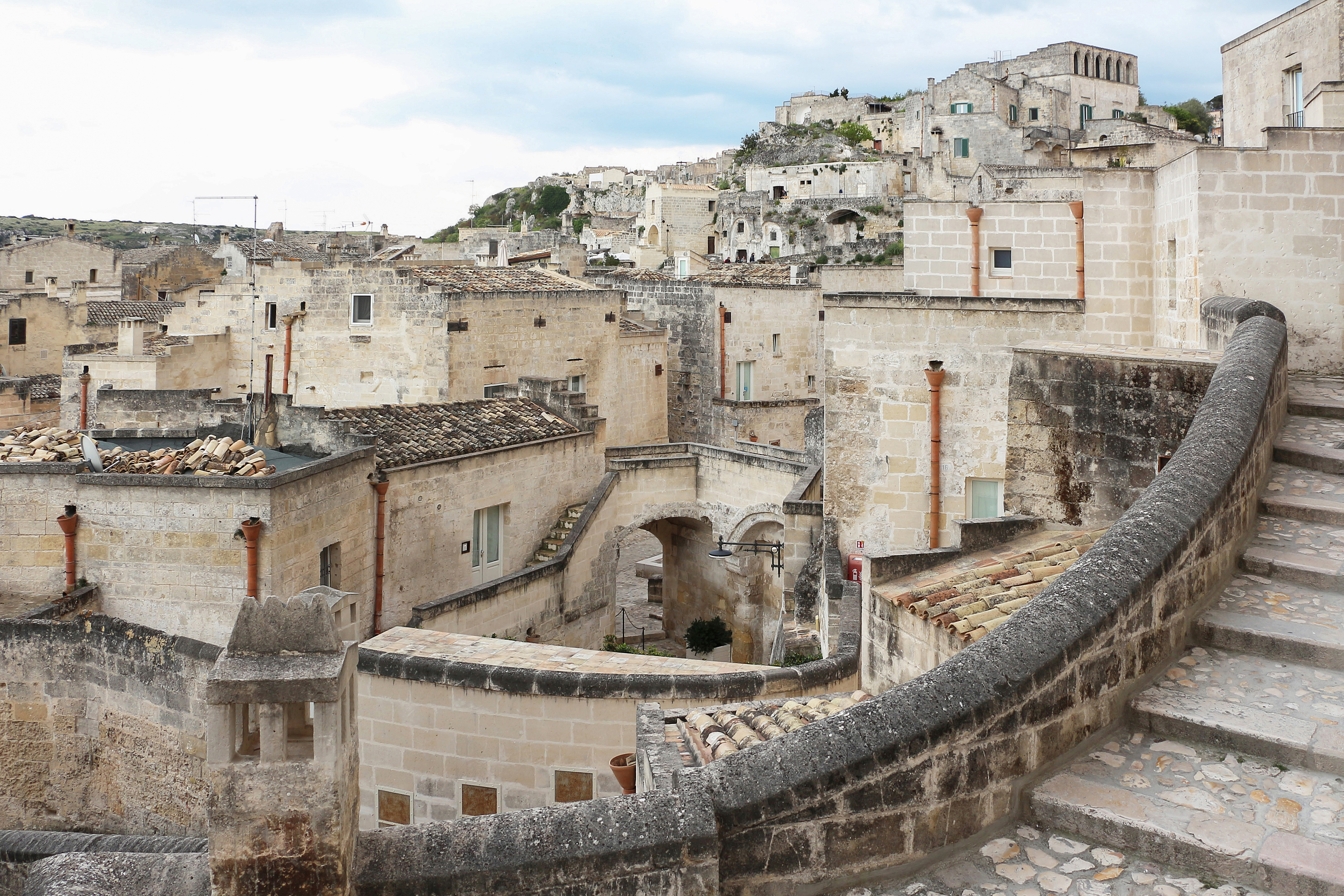
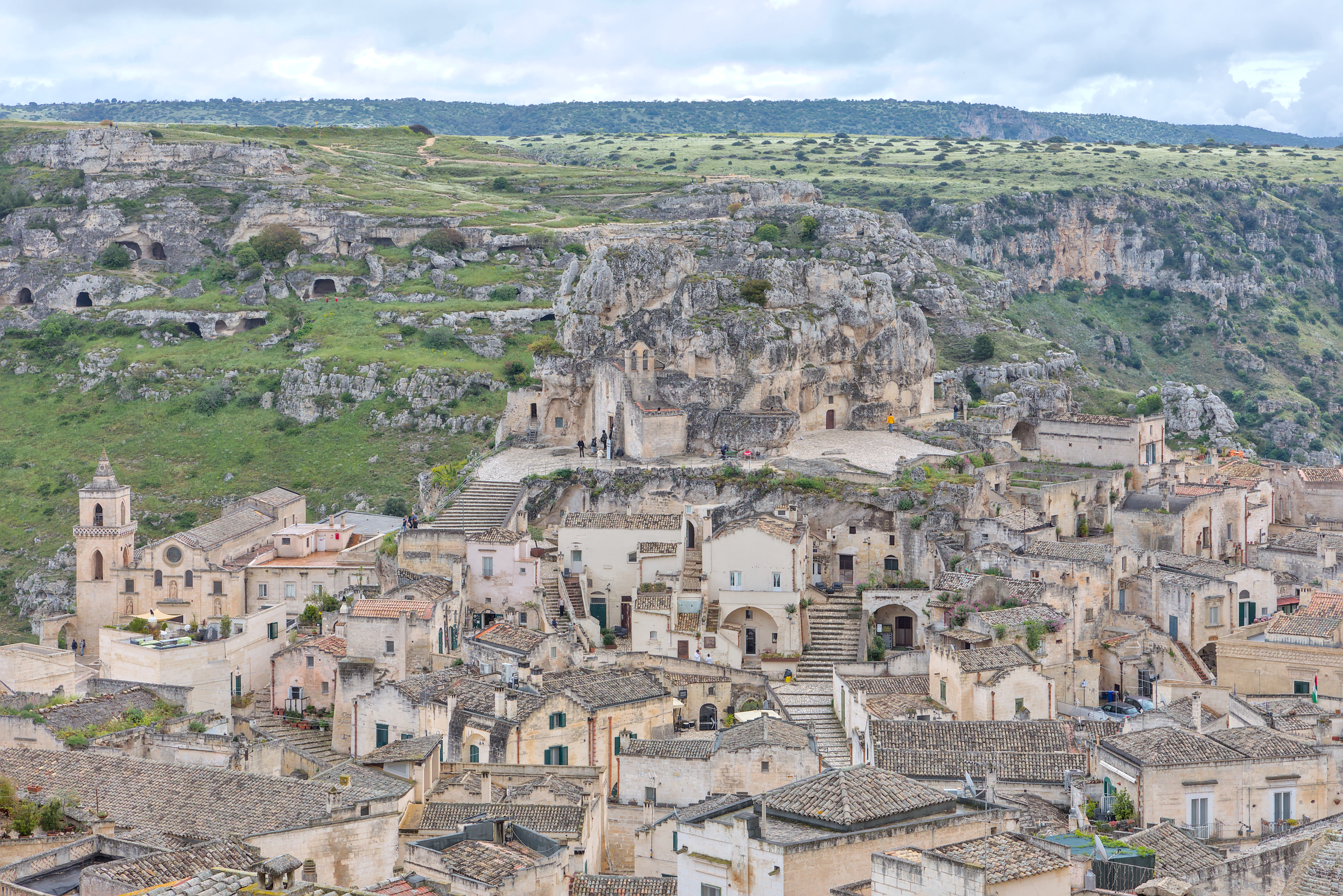
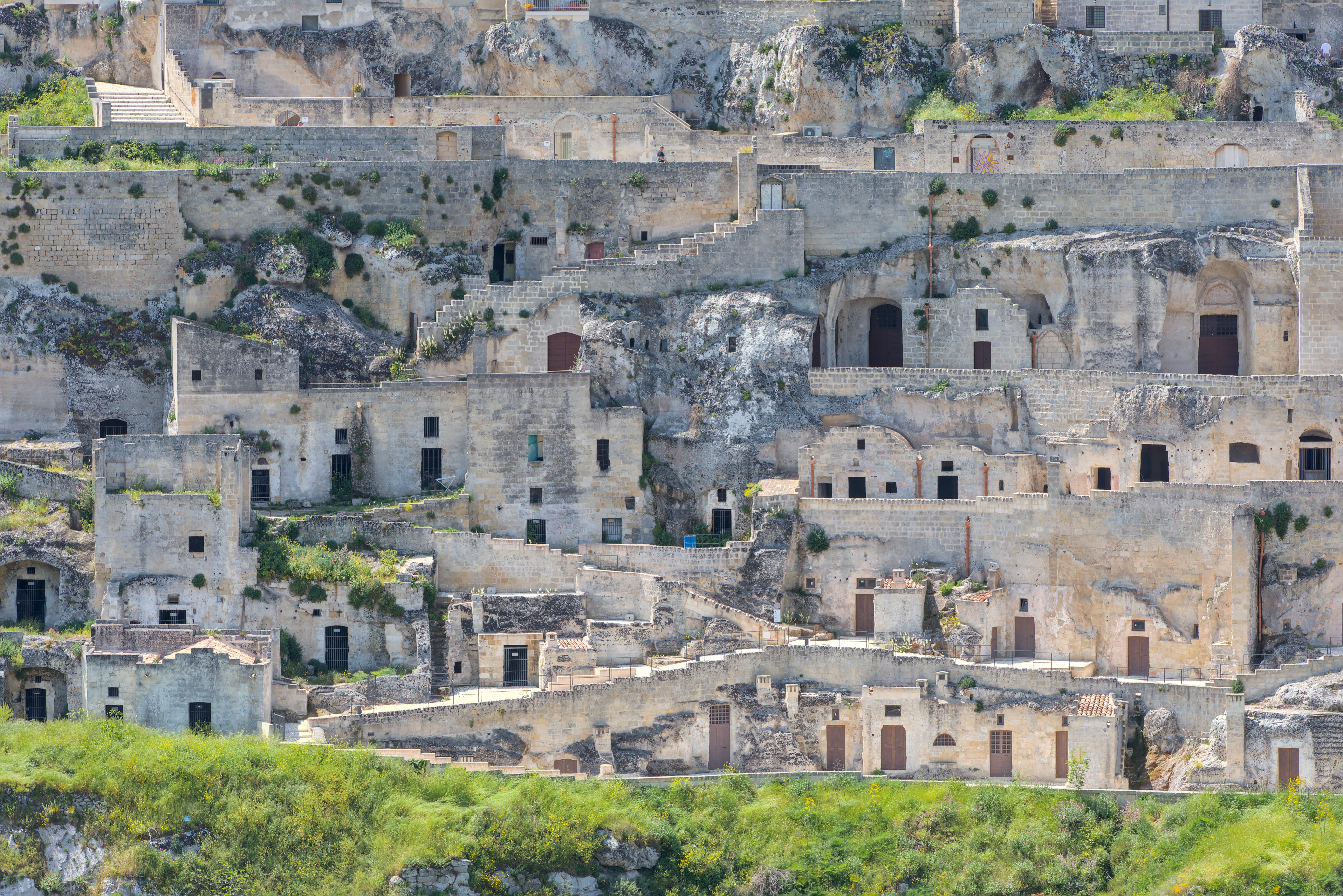
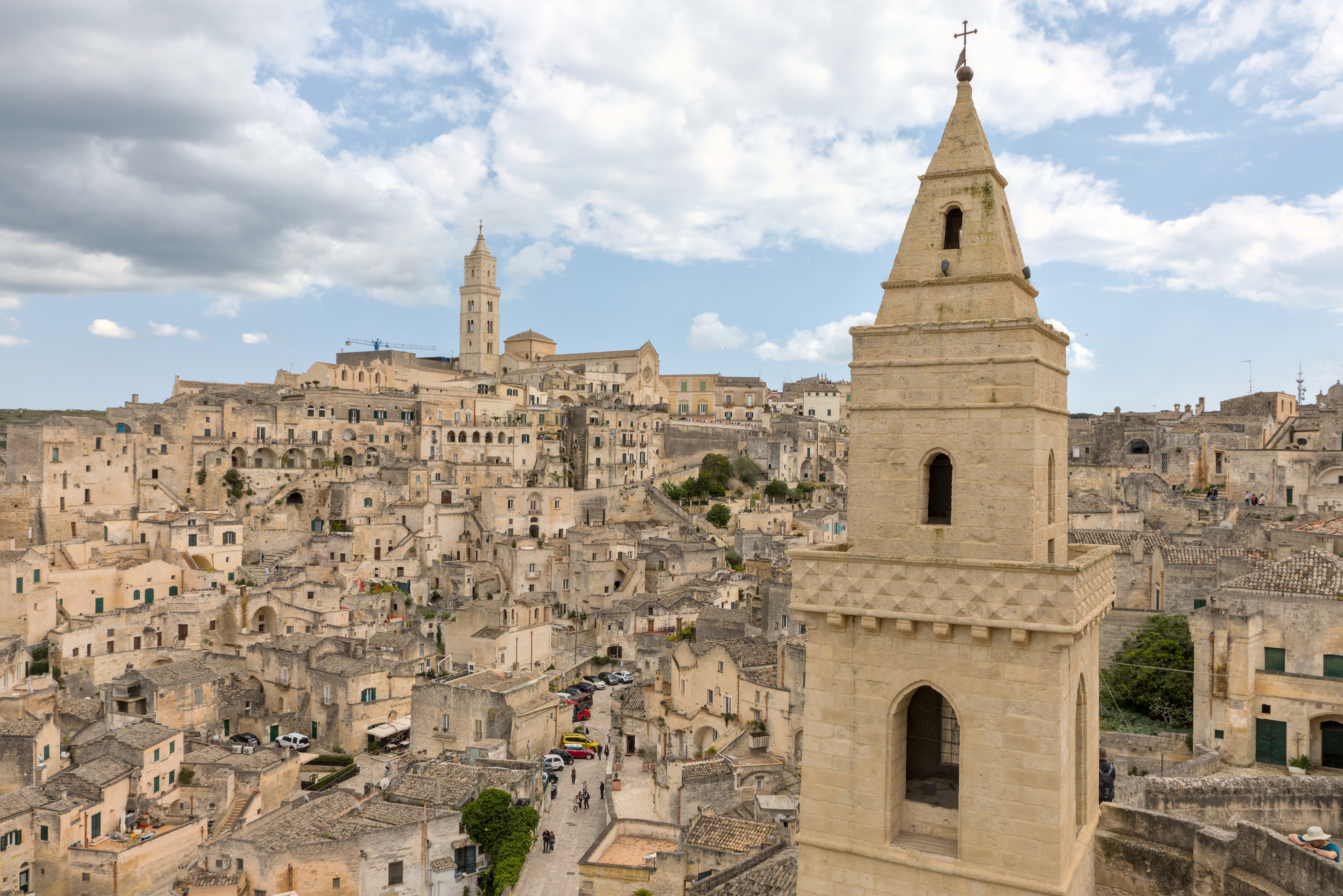
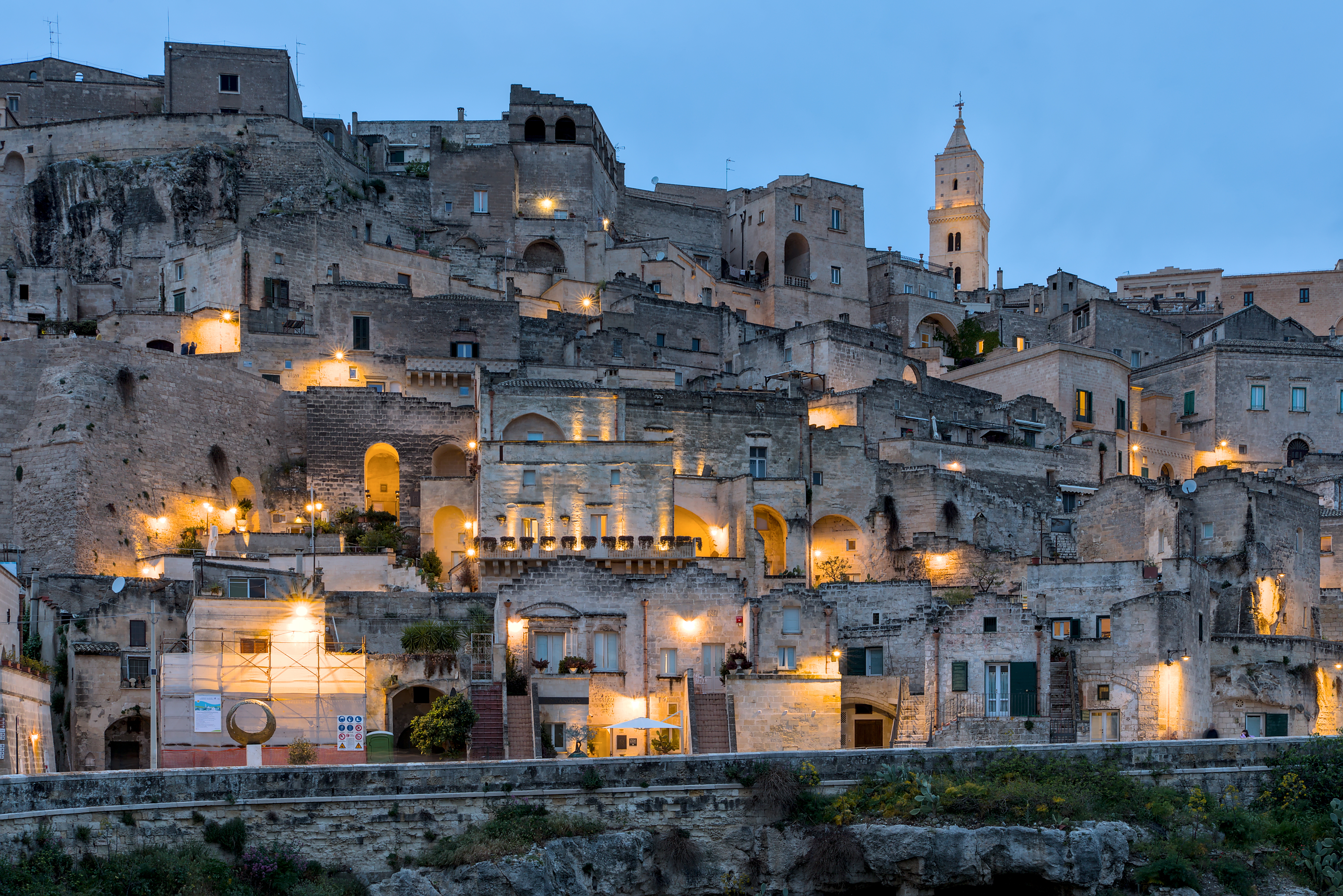
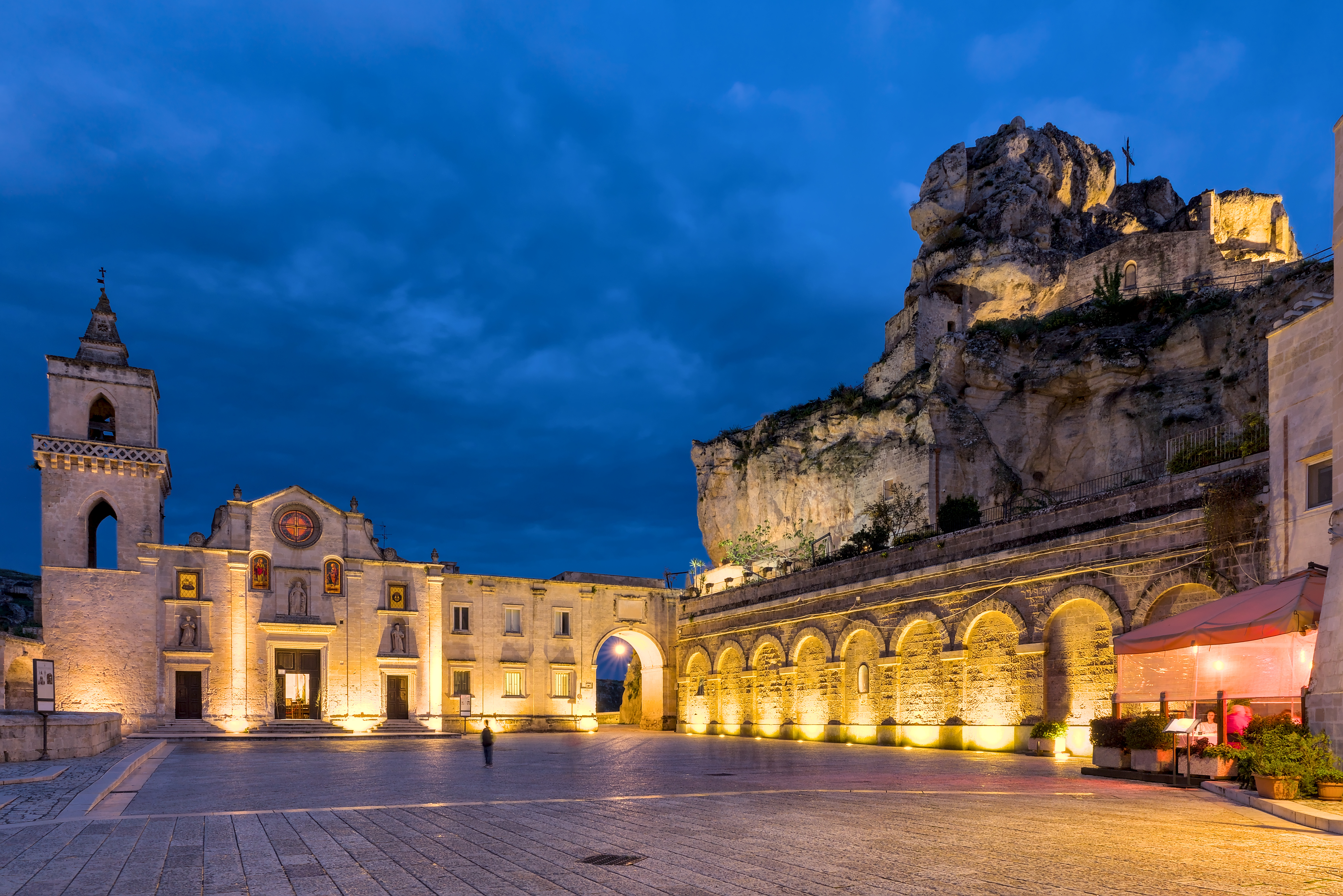

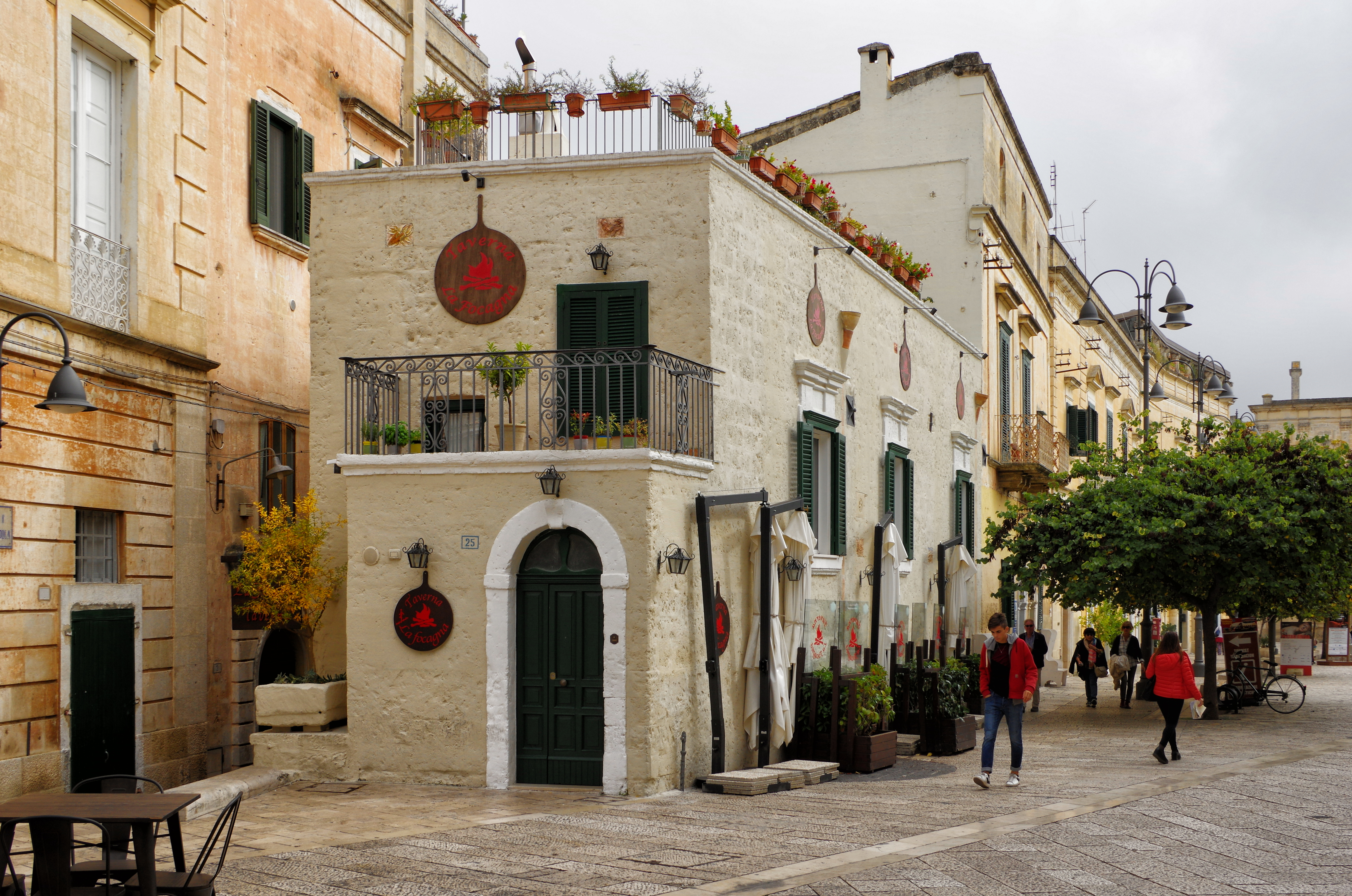
Via Ridola
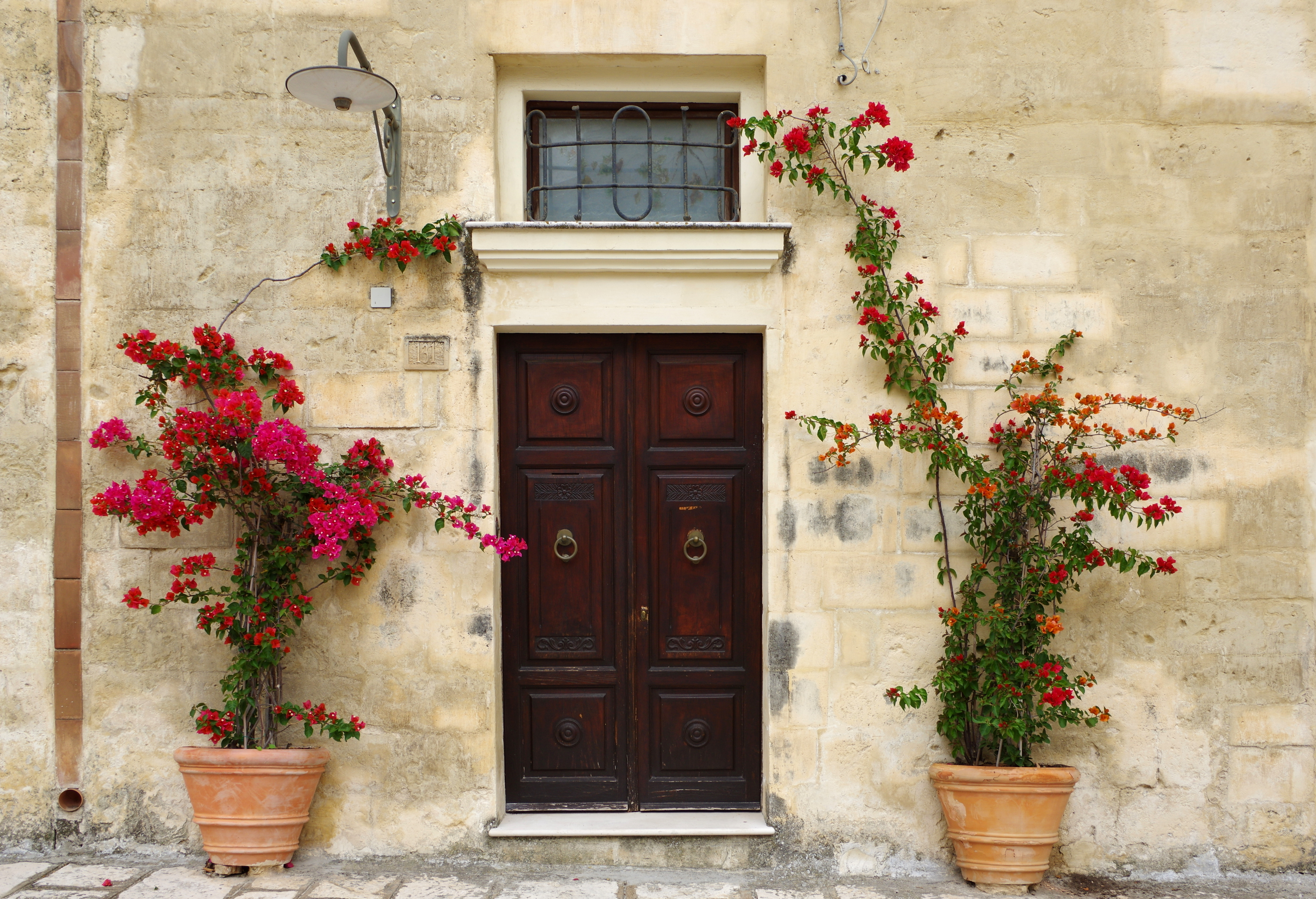
Via Bruno Buozzi
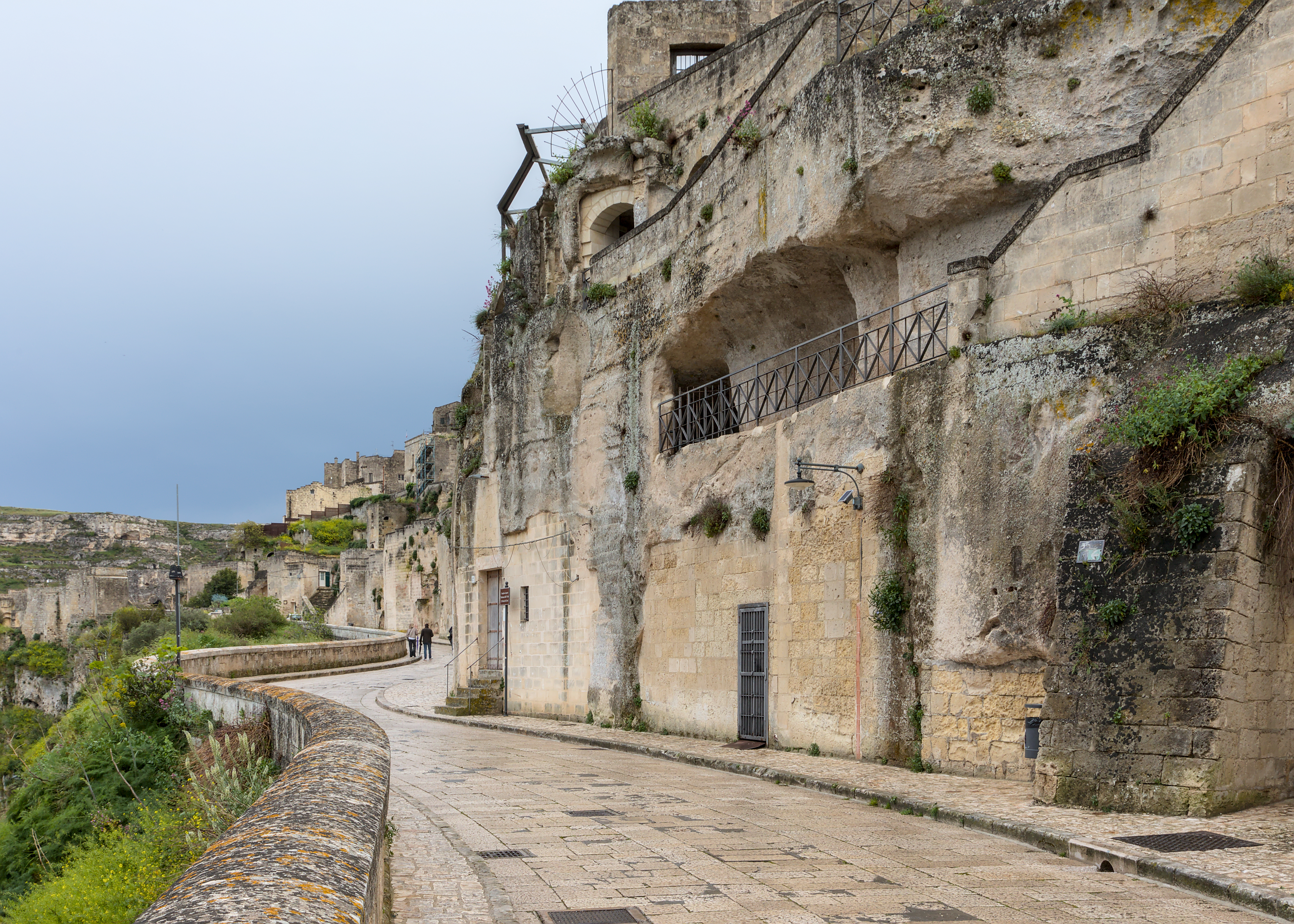
La Via Madonna della Virtù, longeant le ravin..
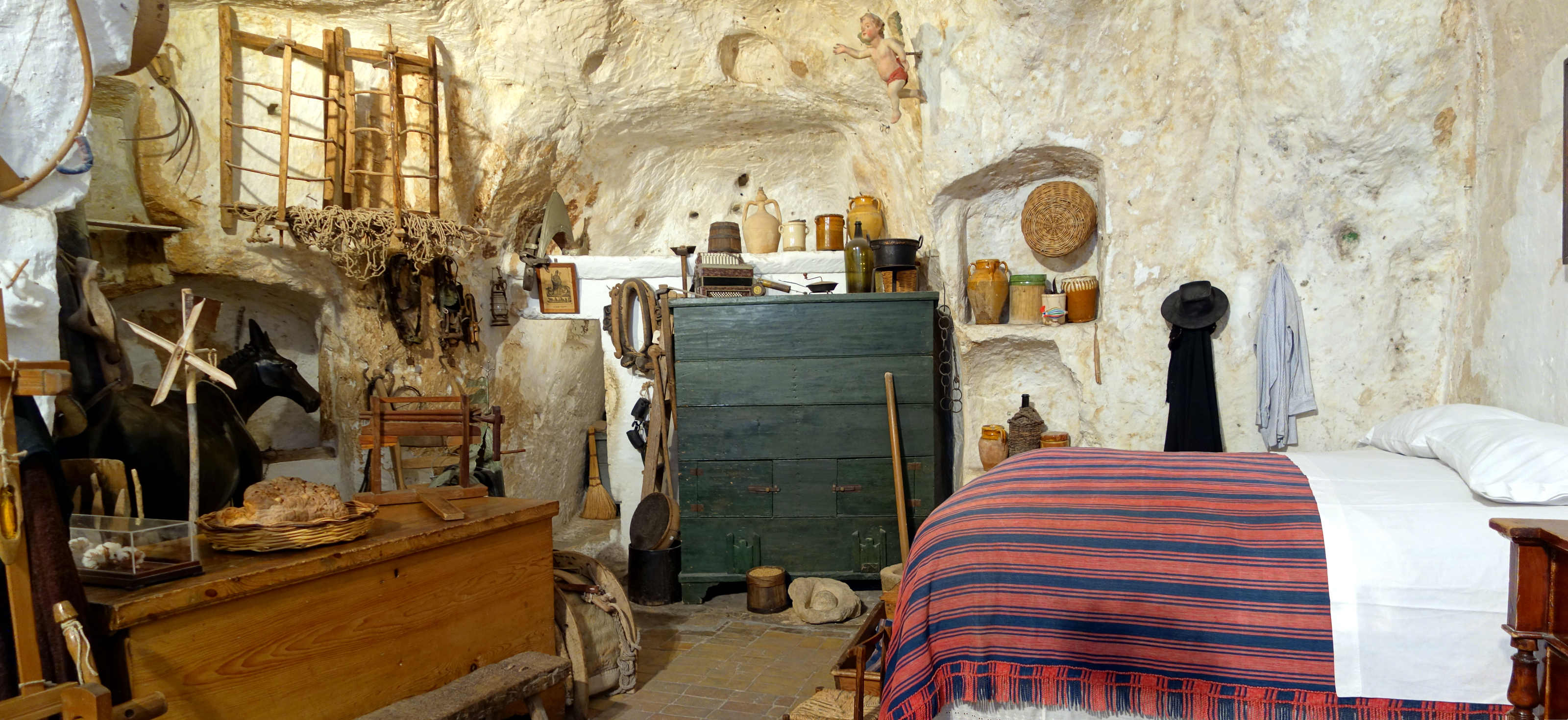
Intérieur reconstitué.
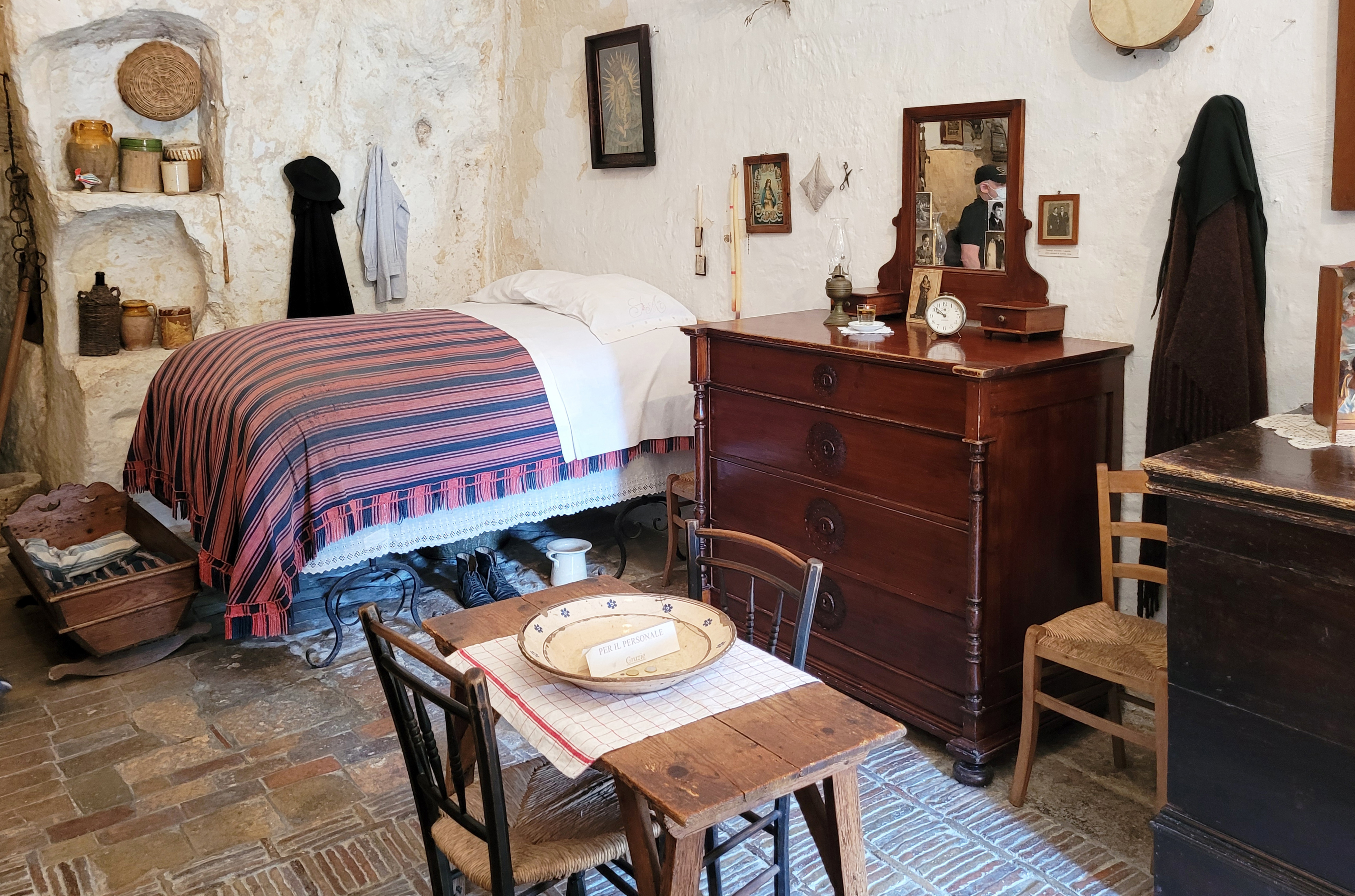
Intérieur reconstitué de la Casa Grotta.

## Culture

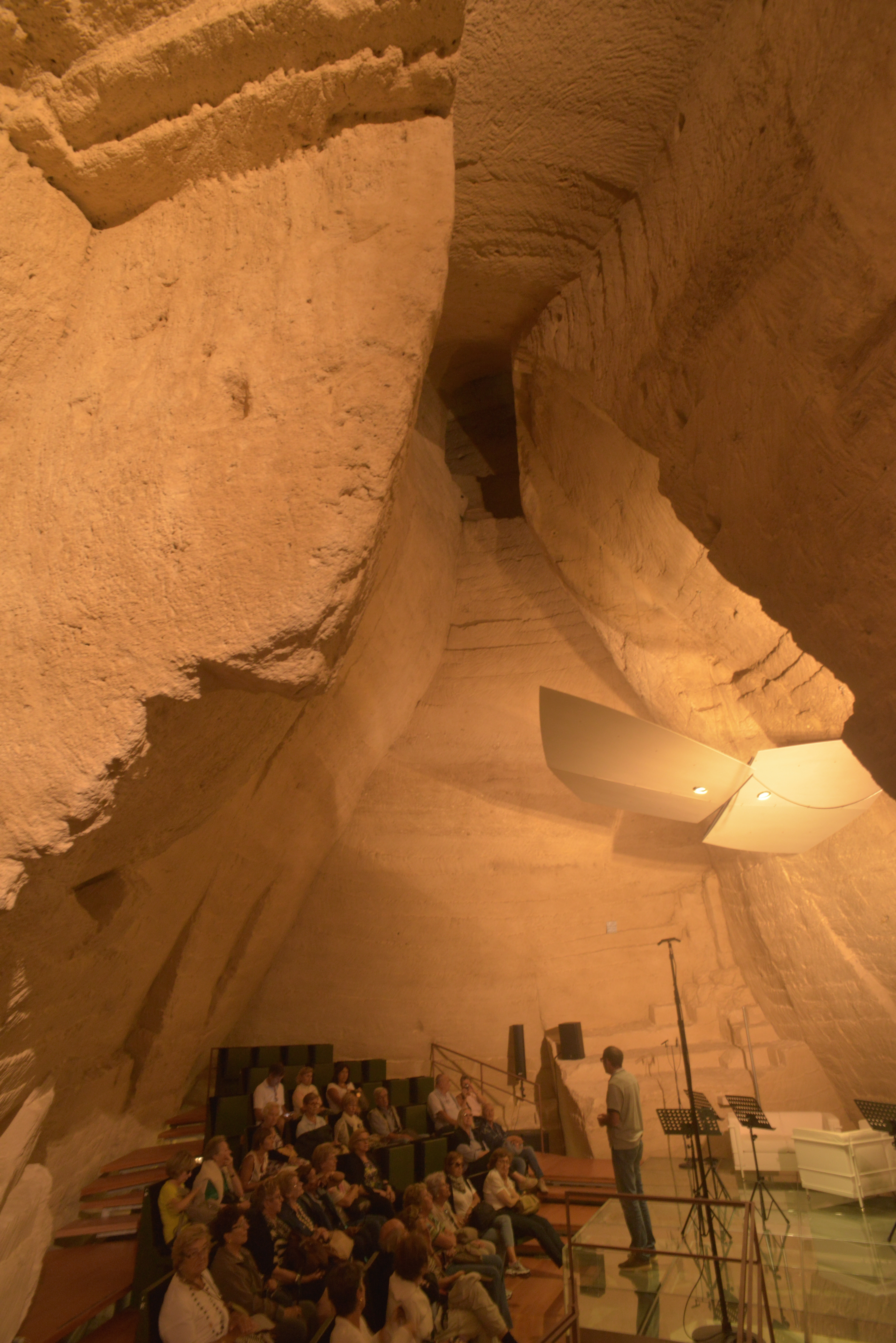
Auditorium dans le Casa Cava.

### Capitale européenne de la culture
Le 17 octobre 2014, Matera est choisie pour être le siège italien de la Capitale européenne de la culture 2019, l'autre étant la ville bulgare de Plovdiv. C'est la première ville du Sud de l'Italie à recevoir ce titre.

### Événements
Du 26 août au 2 septembre 2017, la ville a accueilli le congrès italien d'espéranto.
Du 22 septembre au 25 septembre 2022, la ville accueille le Congrès eucharistique italien.

### Cinéma
Matera est l'un des principaux lieux de tournage du film chef-d'œuvre de Pier Paolo Pasolini : L'Évangile selon saint Matthieu en 1964. C'est aussi sur ce site que le film de Mel Gibson, La Passion du Christ (2004) a été tourné.
Parmi les autres films tournés dans la ville, on peut citer :
- 1950 : Le due sorelle  de Mario Volpe
- 1953 : La Louve de Calabre  de Alberto Lattuada
- 1961 : Viva l'Italia  de Roberto Rossellini
- 1963 : Le Démon dans la chair  de Brunello Rondi
- 1965 : À l'italienne  de Nanni Loy
- 1967 : La Belle et le Cavalier  de Francesco Rosi
- 1972 : La Longue Nuit de l'exorcisme  de Lucio Fulci
- 1974 : L'An un  de Roberto Rossellini
- 1974 : Allonsanfan  de Paolo et Vittorio Taviani
- 1975 : L'Arbre de Guernica  de Fernando Arrabal
- 1979 : Le Christ s'est arrêté à Eboli  de Francesco Rosi
- 1981 : Trois Frères  de Francesco Rosi
- 1985 : Le Roi David  de Bruce Beresford
- 1990 : Le Soleil même la nuit  de Paolo et Vittorio Taviani
- 1995 : Marchand de rêves  de Giuseppe Tornatore
- 2004 : La Passion du Christ de Mel Gibson[3]
- 2005 : Mary  de Abel Ferrara
- 2006 : La Malédiction  de John Moore
- 2006 : La Nativité  de Catherine Hardwicke
- 2016 : Ben-Hur de Timur Bekmambetov[6]
- 2016 : Christ the Lord: Out of Egypt de Cyrus Nowrasteh
- 2017 : Wonder Woman de Patty Jenkins[6]
- 2018 : Marie Madeleine de Garth Davis
- 2020 : Mourir peut attendre de Cary Joji Fukunaga[6]

### Manga
- Dans le manga D.Gray-Man, Matera est le lieu où prend place la première mission d'Allen Walker en tant qu'exorciste. La ville y est fidèlement représentée, mais l'auteur a pris la liberté de créer un gigantesque réseau souterrain.

### Personnalités
- Jean de Matera (1050-1139), saint catholique.
- Antonio Persio (1542-1612), philosophe et prêtre.
- Tommaso Stigliani (1573-1651), poète et écrivain.
- Donato Paolo Conversi (1697-1760), peintre.
- Egidio Duni (1709-1775), compositeur.
- Emanuele Duni (1714-1781), juriste et philosophe.
- Giambattista Pentasuglia (1821-1880), patriote et homme politique.
- Nicola Morelli (1921-1994), sculpteur et acteur.
- Luigi De Canio (1957-), ancien footballeur et entraîneur.
- Caterina Sylos Labini (1958-), actrice.
- Mariolina Venezia (1961-), écrivain.
- Cosimo Fusco (1962-), acteur.
- Emanuele Gaudiano (1986-), cavalier de saut d'obstacles.

## Économie
La ville abrite une cimenterie du groupe Italcementi.
Le tourisme est également une activité importante pour Matera, en raison de la renommée des sassi.
La portion du territoire communal délimitée par les routes nationales 7 et 99 fait partie de la zone de production de la mozzarella di Gioia del Colle (AOP).

## Administration
| Période                                  | Période      | Identité              | Étiquette            | Qualité |
| ---------------------------------------- | ------------ | --------------------- | -------------------- | ------- |
|                                          | 12 juin 2007 | Michele Porcari       |                      |         |
| 12 juin 2007                             | 2010         | Emilio Nicola Buccico | Peuple de la liberté |         |
| 6 octobre 2020                           | En cours     | Domenico Bennardi     | M5S                  |         |
| Les données manquantes sont à compléter. |              |                       |                      |         |

### Hameaux
La Martella, Venusio, Picciano A, Picciano B

### Communes limitrophes
Altamura, Ginosa, Gravina in Puglia, Grottole, Laterza, Miglionico, Montescaglioso, Santeramo in Colle

### Évolution démographique
Habitants recensés

## Hommages
L'astéroïde (9278) Matera a été nommé en l'honneur de la ville.